# 縱書與橫書
縱書指文字由上而下排列，橫書則是文字各個左右並排。漢字沒有限定書寫方向，橫排、縱排甚至混用均可，是現代語言文字比較少見的現象，是方塊字語文的一種特色。
目前世界上絕大多數文字使用橫書，互聯網領域也優先支持橫書模式，傳統上即使用橫書的文字體系包括拉丁字母、希臘字母、西里爾字母、阿拉伯-波斯字母、希伯來字母及婆羅米文字，其中發源於中東的阿拉伯和希伯來字母從右到左書寫。
東亞的漢文化圈国家所用文字因其以音节为文字字符基本单位的特性，大部分既可縱書也可橫書。傳統漢字、以及受其影響的日文和朝鮮文都縱排，亦即先由上至下書寫，一行寫完再向左方發展。因此，縱排的書籍都開左邊、往右邊翻。
傳統上漢字只能直寫，匾額、招牌這些右至左橫排書寫的特殊情形，其實是一字一行的直寫。在歐洲語文的影響下，漢字圈於近代開始出現由左至右橫排書寫，寫完一行向下發展。時至今日，中國大陸和朝鲜半岛的普通印刷品甚至幾乎完全不用縱排。
东北亚的蒙古语拼音文字则有两种书写方式：在蒙古国使用的是主流蒙古語西里爾字母，由左至右橫排；在内蒙古使用的由回鶻文衍生的傳統蒙古语字母是縱排的，即先由上至下書寫，此外滿文、錫伯文亦是由上而下書寫。而東南亞的越南文在早期使用模仿自漢字的喃字，也可直書（如春聯），而拉丁化的越南国语字由於採用西式的橫書方式，因此不能像喃字一樣以直書表示。而菲律賓古代的貝貝因字母和庫利坦字母也能夠縱排書寫。

## 橫書與縱書之別
漢字文化圈的文字縱書和橫書均可，但在書法中因為運筆方法等原因而比較常用縱書（直書文字）。此外，橫書和縱書文字有些個別字元寫法會不一樣。

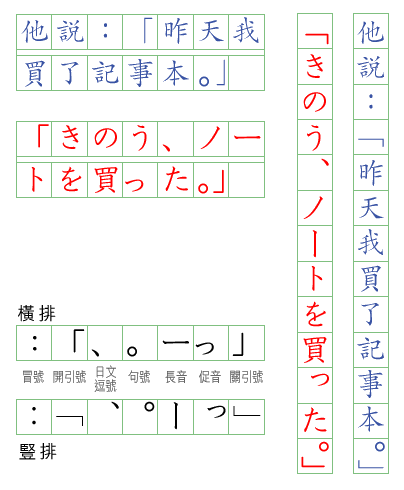
繁体中文（蓝色）与日文（红色）的横排、纵排方法及日文标点

至於表示數字，橫書多會使用阿拉伯數字，而縱書多會使用漢字數字。縱書如要使用阿拉伯數字或拉丁字母，則可以照常書寫，或順時針90度旋轉並排，以配合縱書行文方向。
現代橫書絕大多數是由左至右書寫的。看似由右至左書寫的橫書，多數其實是每行只有一個字元空間的縱書，常見於牌匾、日式門簾等。汽車車身或標誌牌的右側，可能也會右起橫書書寫。汽車右側是因為行文方向是從車頭往車尾；標誌牌則是為了配合另一邊的書寫方向。
蒙古文如果使用畏兀儿蒙古字母则由于字母形状多用縱書，同样如果使用西里尔字母则必须横排。

### 標點符號
|               | 中國大陸                                       | 台灣                              | 香港、澳門                        | 日本                                                    |
| ------------- | ---------------------------------------------- | --------------------------------- | --------------------------------- | ------------------------------------------------------- |
| 逗號 句號     | / 科研文献可用： 橫書時置於左下 縱書時置於右上 | 置於中間                          | ，。 （無嚴格規範）               | 橫：或 置於左下 縱： 置於右上                           |
| 嘆號          | 橫書時靠左 縱書時靠右                          | 置於中間                          | ！ （無嚴格規範）                 | 置於中間                                                |
| 頓號          | 橫書時置於左下 縱書時置於右上                  | 置於中間                          | 、 （無嚴格規範）                 | （） 置於中間                                           |
| 冒號          | 橫書時靠左 縱書時靠右                          | 置於中間                          | ： （無嚴格規範）                 | 橫書時置於中間 縱書時旋轉90°                            |
| 省略號        |                                                | …… 置於行中 縱書時旋轉90°         | 同左 （無嚴格規範）               | 或 置於行中 縱書時旋轉90°                               |
| 引號          | 橫書： 縱書：                                  | 橫書： 縱書：                     | （無嚴格規範）                    | 橫書： 縱書：（無嚴格規範）                             |
| 着重号        |                                                | . 橫書時置於字下，縱書時置於字右  | . 橫書時置於字下，縱書時置於字右  | （無嚴格規範，但習慣橫書時置於字上，縱書時置於字右）    |
| 专名号 下划线 |                                                | ＿ 橫書時置於字下，縱書時置於字左 | ＿ 橫書時置於字下，縱書時置於字左 | ＿ （無嚴格規範，但習慣橫書時置於字下，縱書時置於字右） |

- 標點符號中的逗號「，」、頓號「、」和句號「。」在方塊裏的位置，台灣統一置於行中，其他地區橫書標點符號置於左下角，縱書置於右上角。引號、括號、書名號、破折號等會旋轉90度書寫。
- 香港沒有一套成文的標點符號規範，但民間使用的基本和台灣標準相同，有時也會使用中國大陸標準，或者二者混用。香港商務印書館出版的詞典（橫書）大多句讀點居中，使用和中國大陸相同的引號。
- 日本的標點符號規範並不統一。政府文件中，僅逗號就有兩種形式，日本官方公文以往直式文書用，改用橫書後，文部省規定使用，但自治省頒布的卻是，用於數字（全形）千位分隔。現除文化廳及裁判所外，官方乃至一般民間習慣同自治省。日語的讀點橫書時置於方格左下，直排時置於右上。另外還有一些標點的使用沒有規範。上表列舉的是常見的用法。

- 日語長音棒線（ー）也會和破折號一樣，旋轉90度書寫；中文注音符号中的「ㄧ」（i）直寫時寫作一橫，而橫寫時可以寫成橫，亦可以寫成豎。
- 日語的拗音假名（ゃ、等）和促音假名（っ），位置和逗號等標點符號一樣；橫書置於方塊左下角，縱書置於右上角。
- 用於表示生僻字發音的旁註標記，橫書時置於上方，直排時置於右方。橫書文本標記注音符號時，有時會將注音放在每個漢字的右邊。

## 歷史

### 中文
已知最早的商代甲骨文主要文字排列是由上自下，左右順序沒有明確的規定。據推測，縱向由右至左的排列方式主要來自於書寫竹簡時右手持筆，左手持簡並順勢將其排列的方式。
日本書法家石川九楊不着眼於書寫媒體與漢字字序（text direction）間之關係，而着眼於漢字字序本身所蘊含的文化心理功能。他認為出現在商代甲骨上的草創漢字的上下垂直字序，是天與地、人與神之間互相溝通的一種表示，這垂直的構文格局，植根於殷代帝王和社會的宗教意識。
世上哪本才是首本橫書的中文書刊並無定論，以下是各方學者的主張：
- 19世紀初，英國傳教士馬禮遜於澳門印行的《华英字典》（Dictionary of the Chinese Language），是首本漢英字典；
- 卢戆章的著作《一目了然初阶》（1892年），以漢字和拉丁拼音對照[3]；
- 嚴復的《英文汉诂》（1904年）[4]；
- 1915年1月，創刊的《科學》雜誌。當時創刊號謂：「本雜誌印法，旁行上左，並用西文句讀點之，以便插寫算術及物理化學諸程式，非故好新奇，讀者諒之。」[5]

無論如何，橫書中文書籍直到20世紀初仍然是稀罕之物。1917年，《新青年》第三卷第三期發表了由钱玄同寫給陳獨秀的公開信，錢認為閱讀縱書的文字既費力、也不符合人體眼睛設計，而且漢字筆劃也符合左起橫書（第一筆由左上開始）。钱玄同多次發表同類主張，而陈独秀也認同，但始終未能成為主流。到1940年代，不僅是學術著作，尋常書刊也出現了自左至右橫書的現象。

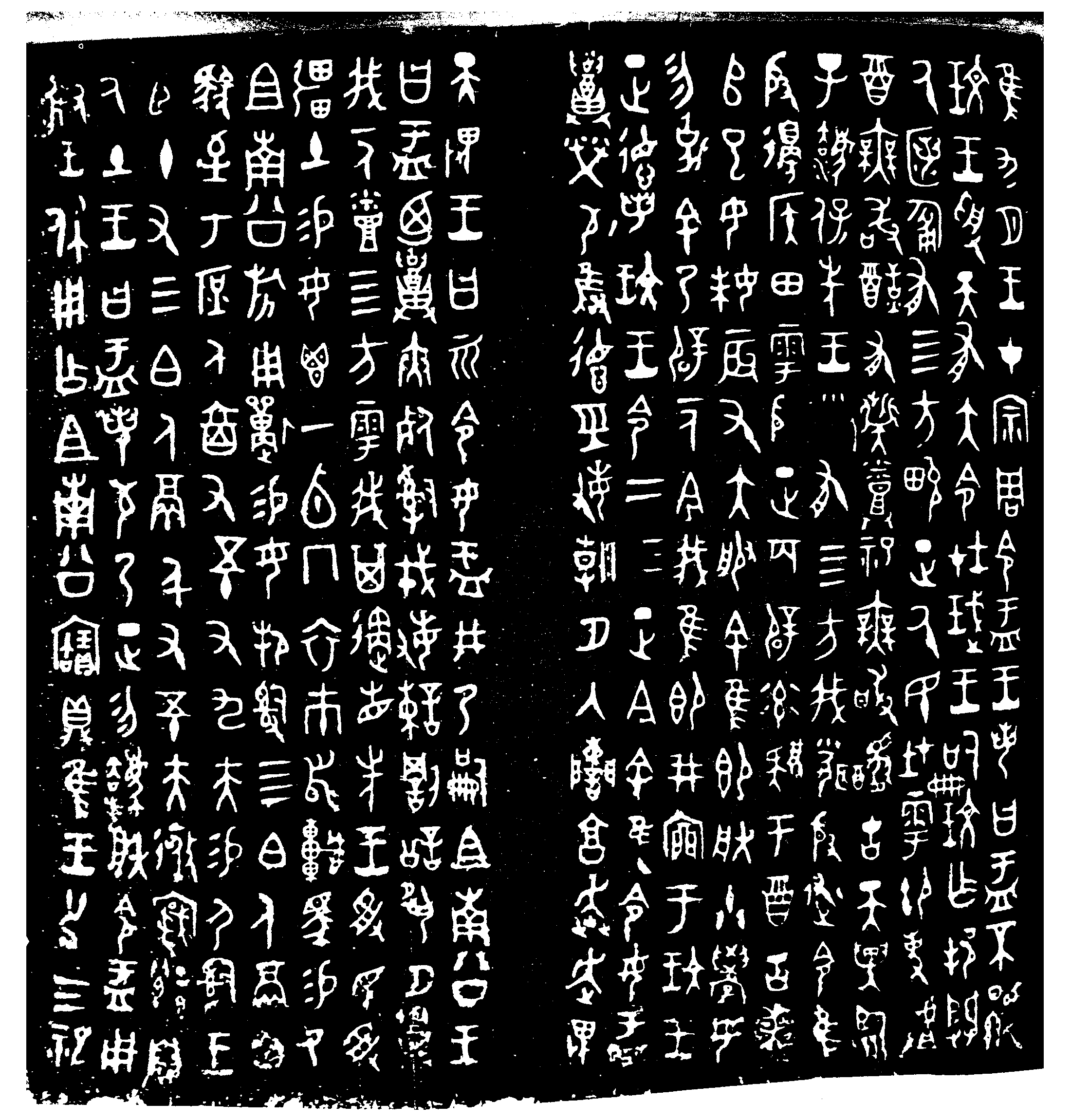
西周早期大盂鼎金文，由上自下自右至左
配属上海铁路局南京东机务段（上局宁东段）的部分机车段标采取总体横排、“宁东”二字纵排的横纵混合布局
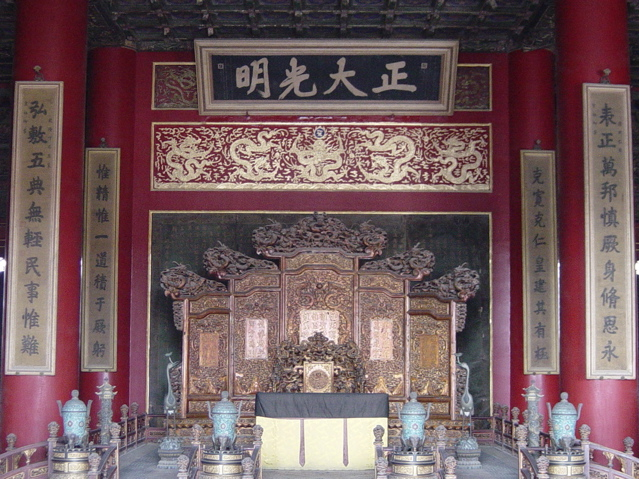
北京紫禁城乾清宮。左右兩旁對聯豎排；上方「正大光明」橫匾從右至左書寫。
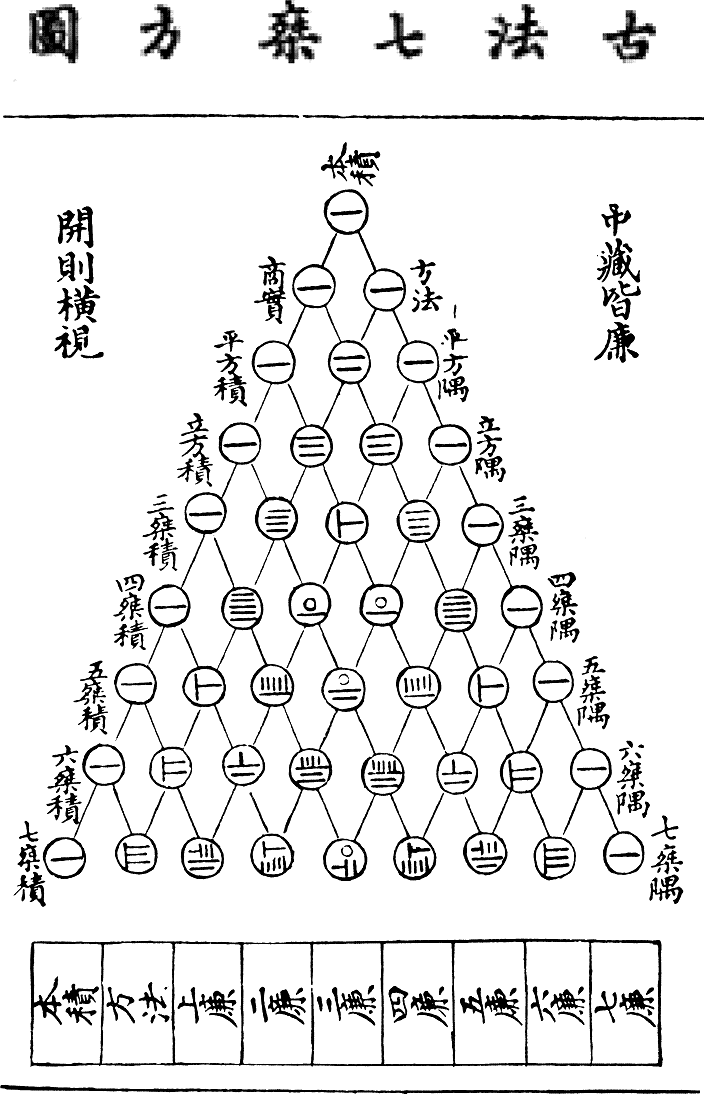
南宋的楊輝三角形。由圖可知，中文在傳統上僅有豎排寫法，標題則一字一行的形式來代替。[來源請求]

#### 中國大陸・新加坡

天安門城樓上的匾額中的簡化字標語採用橫書，由左邊讀起

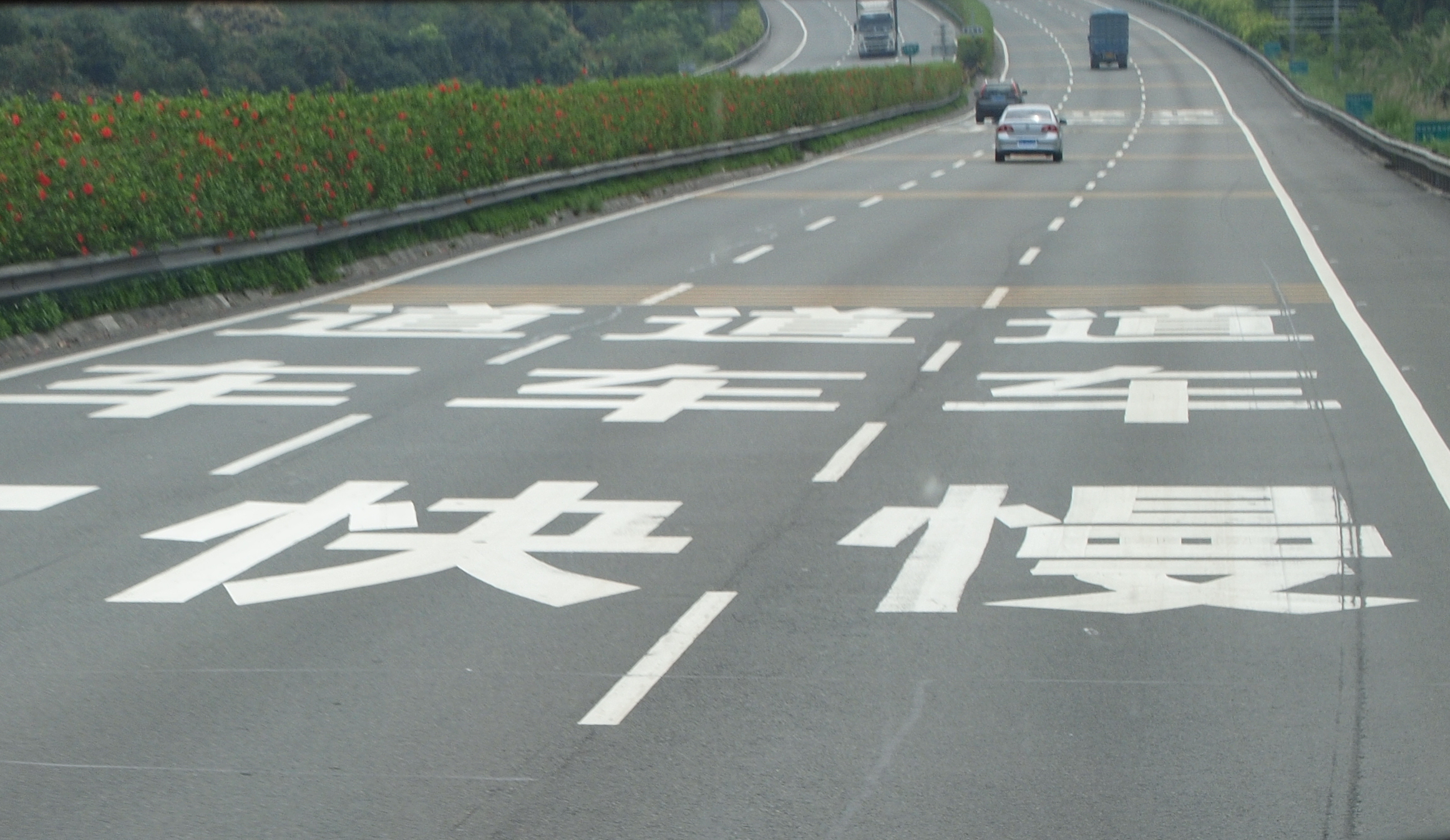
依据中华人民共和国《道路交通标志和标线GB5768-2009》的道路标志，按照行驶方向进行书写

中華人民共和國成立後，於實施汉字简化政策之前，已逐漸推廣印刷品文字橫書。1955年1月1日起，《光明日報》等率先改為橫書，同年12月30日文化部發佈《關於漢文書籍、雜誌橫排的原則規定》；1956年1月1日起，《人民日報》等中央、地方報一律改為橫書。縱書文字一直到1980年代早期还在中国少数出版物（如某些連環畫）中使用。目前基本只有新印古籍、學術著作和現當代人的古體詩文集還使用縱書，而引进的日本漫画至今还使用縱書。
中國大陸和新加坡推行簡化字之後，縱書文字已經不多見於出版物，但在排版空間受限的場合會使用，如書脊、標題等。早期的大陸規範出版物有時會採用縱書，但現今則幾乎都是橫書的。有些简化字书报以横排为主，但部分版面会使用纵排。传统文化内容，如大部分书法作品（硬笔书法除外）、请帖、和全部对联即使混用傳統、简化字仍然直写，排印出版的古籍大多數也仍用傳統漢字縱書（如果採用简化字，則極少縱書）。引入的日本漫畫仍會保留原有的排版方式，面向中國大陆讀者的日語讀物、中日對譯讀物有時也使用縱書，包括中文部分。
由於日本漫畫翻譯時多保持縱書，輕小說的實體書版又以傳統漢字版（幾乎全為縱書）比較齊全、翻譯較快，因此對年輕的簡化字使用者來說，仍有很多閱讀縱書及傳統漢字書刊的誘因，日常閱讀中很少感覺到不習慣。
在出版界以外，縱書文字主要出現在黨政部門牌匾、招牌、廣告、旗帜等。有些人的私人书信也是縱書的。
另外，根據新國標《道路交通标志和标线GB5768-2009》，中國大陸的路面改用從「下」往「上」閱讀的豎排標識，該標準引起了坊間的爭議，交警解釋稱這種書寫方向「不容易分散驾驶人员的注意力」。
新加坡教育部於1974年起也規定教科書和華文考試需用左起橫書印刷。

#### 台灣・香港・澳門
臺灣、香港、澳門以及海外華人等使用繁體中文的社會沒有規定出版物的文字方向，1990年代起有多使用橫書的趨勢，但在可見的未來，縱書書刊還是很普及且常見於流行領域，青少年會閱讀的休閒書刊（如漫畫及輕小說）也多使用縱書，許多報紙甚至同一版會有橫書和縱書的文章，或者標題以橫書為主、內文以縱書為主，台灣主要報紙大多有這樣的情況。
使用正體中文的台灣對於文字的書寫方向，過去無任何強制政策，民間則慢慢的養成「直書由右至左、橫書由左至右」的默契，而後政府也將此默契訂為規定，但文字排列方法混用隨處可見。例如早期火車站之站名牌採右橫書，舊山線泰安車站（1998年廢止）即成了「安泰」，英文部份亦迁就其排序成了「AN TA」（註：TA疑為誤用，應為TAI），保留至今成為一大觀光特色。
2004年5月4日，中華民國立法院三讀通過《公文程式條列》，將沿襲已久的公文直式書寫，由2005年起改為橫式書寫。同月9日，聯合報也宣布橫式標題改為由左至右。
在台灣，自國小至高中的國民基本教育中，國語、國文教科書以直書為主，其他科目則較常見橫書編排。小說詩歌等文藝作品、報刊的部分版面等，也多會沿用縱書。

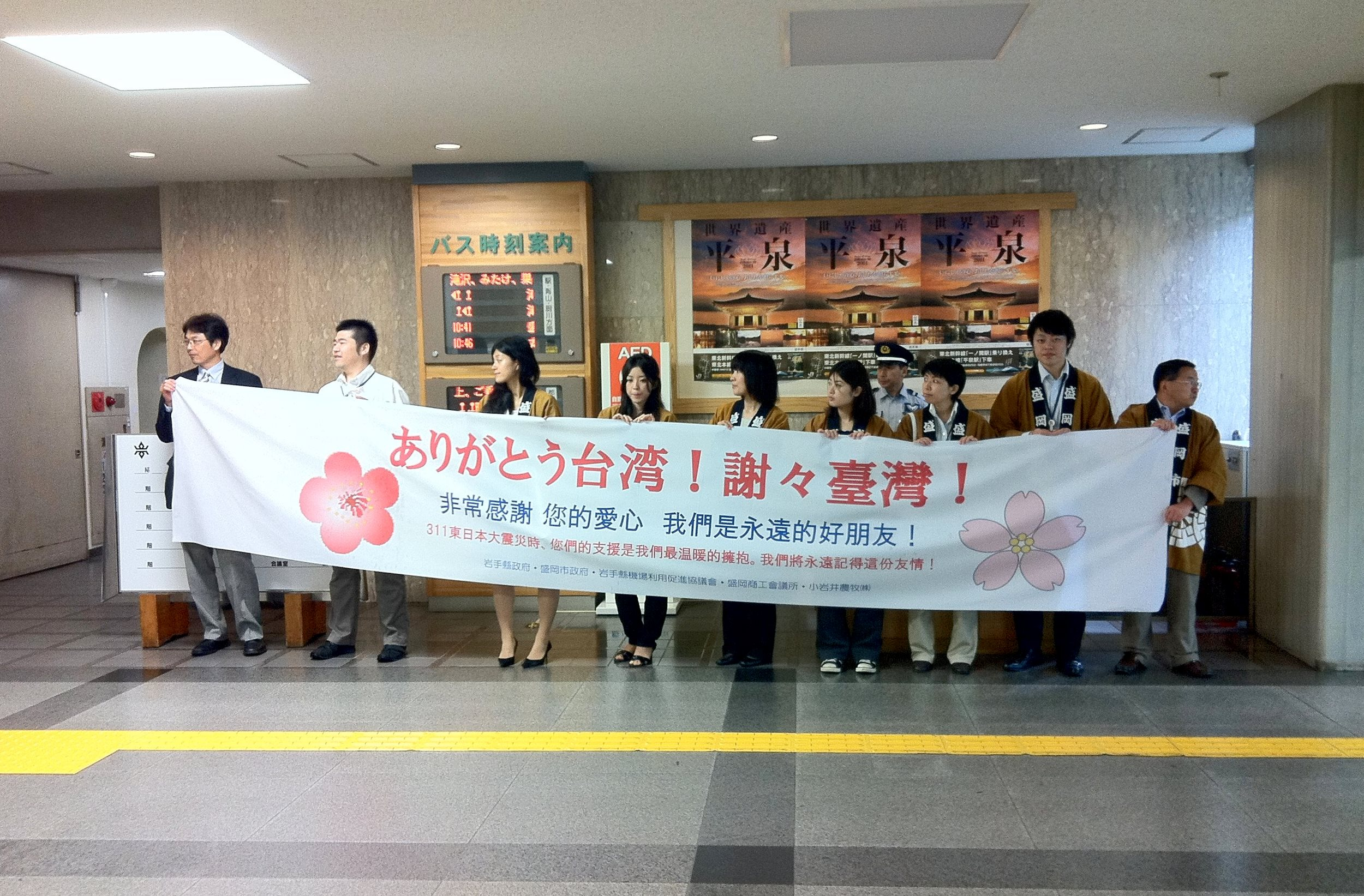
盛岡市政府人員手持左起橫書的「謝謝臺灣」橫幅。
泰安舊站站名牌採用右起橫書
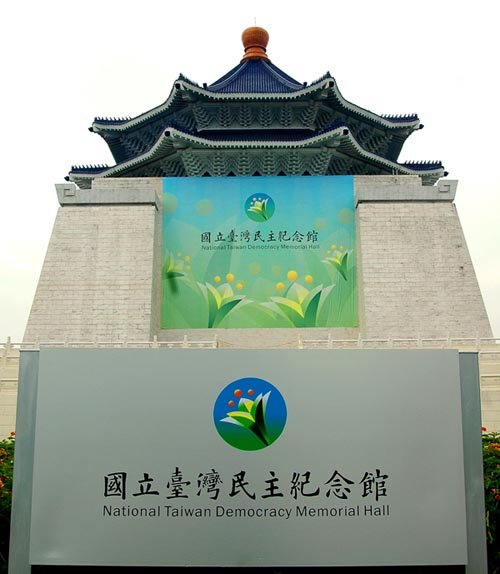
主管教學的中華民國教育部所屬機關之標誌牌中英文方向一致
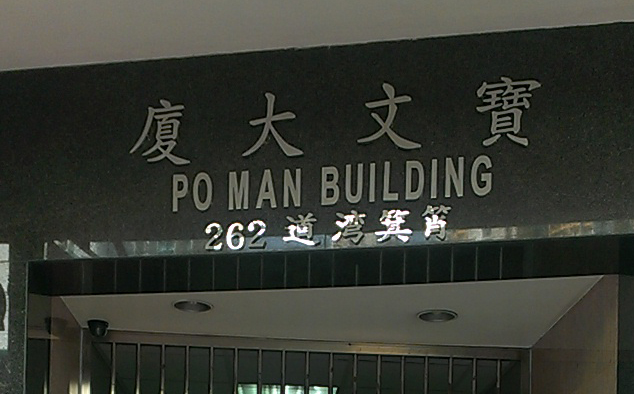
香港某建築名稱的中文使用右起橫書，英文使用左起橫書。
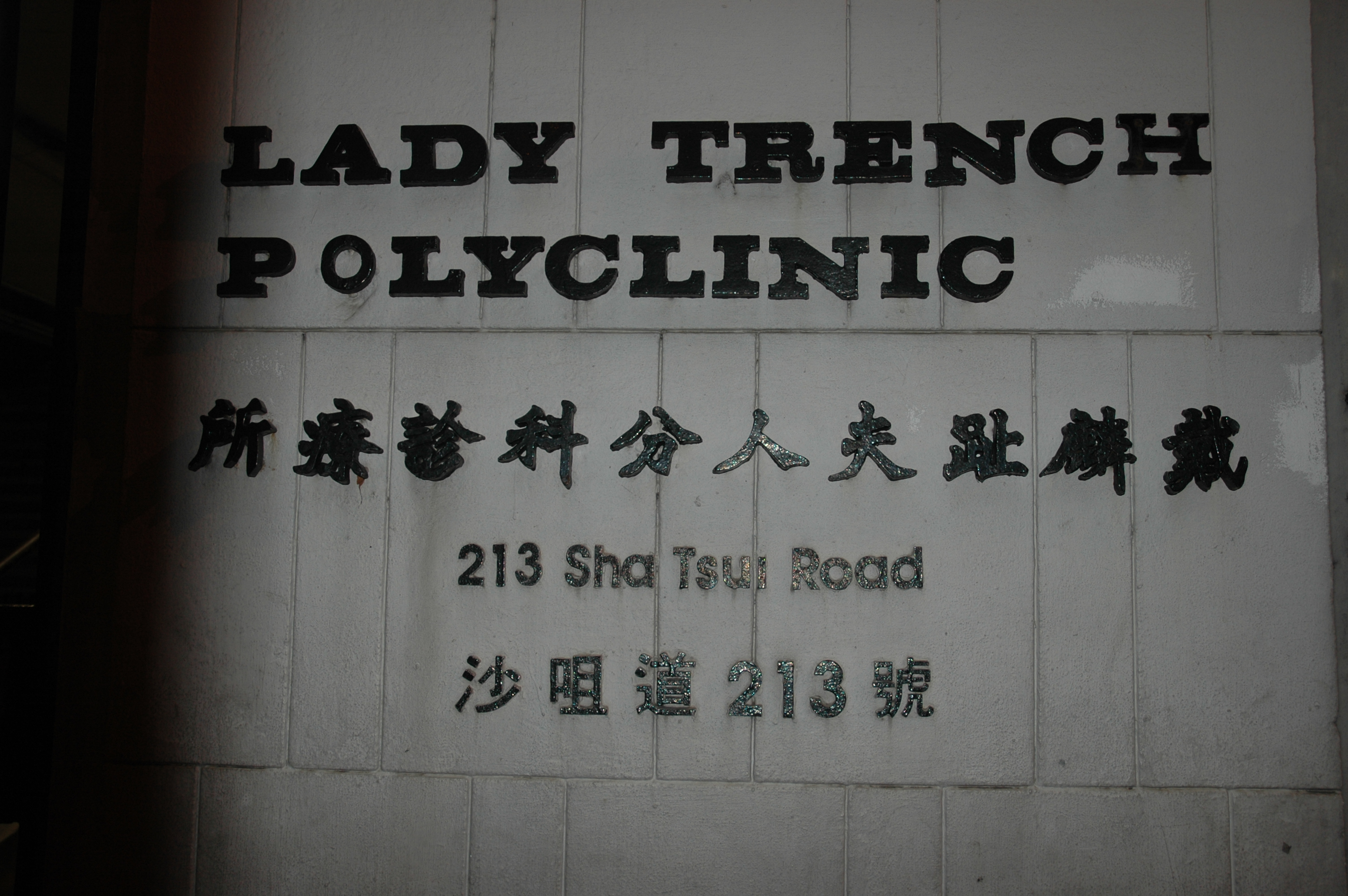
香港戴麟趾夫人分科診療所建築名稱的舊式中文（上行）使用右起橫書，新式中文（下行）使用左起橫書。
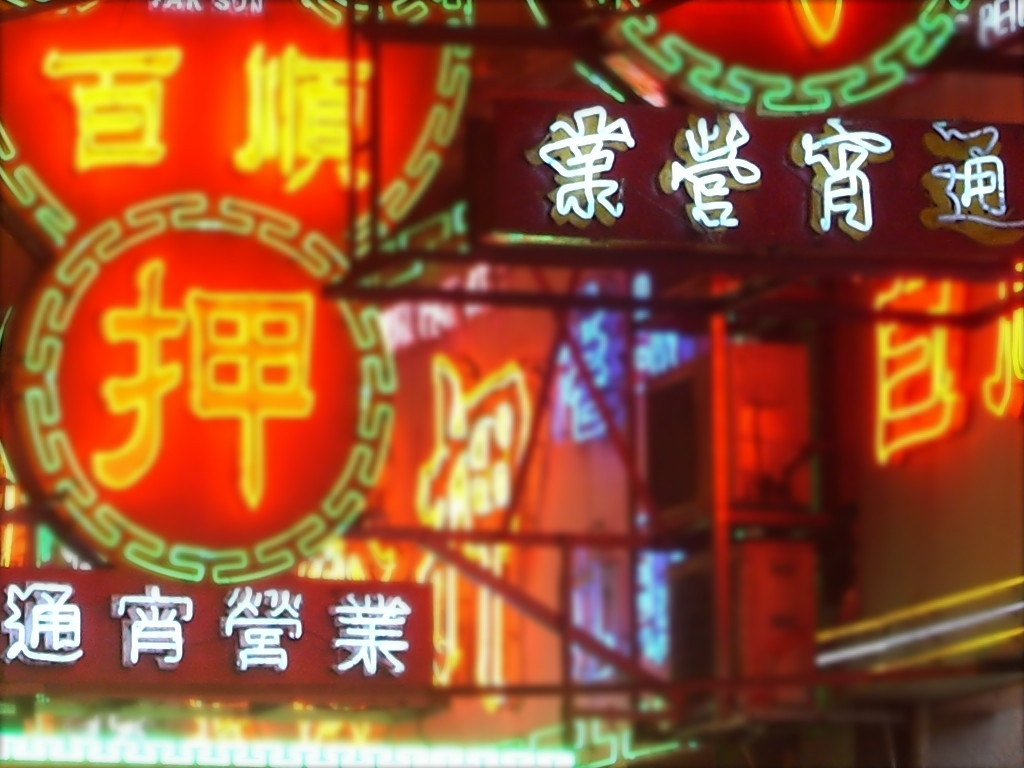
澳門某兩家押店招牌使用不同的方式表示「通宵營業」，前方（右上）使用右起橫書，後方（左下）使用左起橫書。

### 日語

昭和13年（1938年）發行的50錢鈔票。可見「大日本帝國政府紙幣」等橫書文字從右邊讀起

日語由於模仿了漢文的書寫方式，因此傳統的日語也是縱書的，先由上而下、再從右至左書寫。偶爾也會因為書寫面積限制而採用橫書，如日式門簾和寺廟的牌匾，但仍然是從右邊讀起，是為每行只有一個字的縱書。直到江戶時代，傳統的縱書文字受到蘭學潮流的影響，而開始出現模仿歐洲文字的橫書書寫。

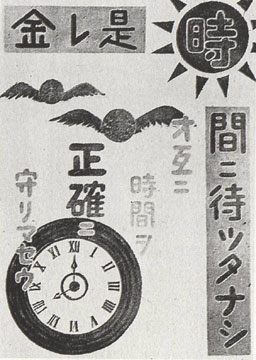
使用直書和右起橫書的舊式日語書寫的「時的紀念日」廣告

橫書日語廣為流行之前，外文和日語並排的文字閱讀甚為不便：外語會如常橫書印刷，日語卻由於要縱書而旋轉90度印行。明治18年（1885年），首次出現日語橫書印行的書籍《袖珍插圖德日辭典》（袖珍挿図独和辞書）。直至第二次世界大戰之前，除了混合歐洲文字書寫的文字之外，以一般大眾為對象的報紙、廣告排版等，如需橫書則仍然由右邊讀起。
根據屋名池誠的研究，在1940年左右，日本各地開始出現討論統一橫書文字方向的趨勢。1942年7月，文部省轄下的諮詢機構國語審議會，發表統一為左起橫書的報告。但軍方在與英美等國戰爭的背景下，基於軍國主義與民族主義，拒絕文部省左起橫書的意見，認為這是崇洋媚外，當時有些愛國的報館甚至拒絕刊登左起橫書的日語廣告，而「左起橫書」在日本政府內部以及社會輿論之中也引起了強烈的反對聲浪與爭議。戰後，駐日盟軍總司令派遣美國的教育使節團到日本，檢討學制改革。使節團的報告書提出採用羅馬字、廢除漢字等運動，從而引出「模仿西歐的左起橫書是革新的、右起橫書是保守的」觀念與形象，右起橫書從而更進一步衰落。1946年1月1日的《讀賣報知新聞》、以及1948年3月發行的B50錢紙幣，成為了左起橫書的開端。供日本政府各官廳使用的公文格式的指引《公文作成要領》，也指出「為了增進職務效率這一目的，文件書寫方法……應當盡量廣泛使用左起橫書」。
現代日語中，橫書和縱書都會使用，但使用縱書的場合較多。由於縱書是傳統書寫的方法，書法、國語教科書、小說詩歌等文藝作品、報刊的部分版面等，多會沿用縱書，但是使用縱書也不限於傳統用途，如漫畫、日式個人名片（日語的一面多會縱書、另一面英文的則橫書）。橫書則用於外語、數學、科學、音樂等類別的書刊，較正式的文本如商業書信、簡報書、論文等通常幾乎都是橫書的，這樣不僅便於插入西方文字，電腦排版也比較方便。豎排書刊也可能會有些欄目或頁面使用橫書，以遷就版面設計。

### 韓語

傳統的韓語亦是直書的。

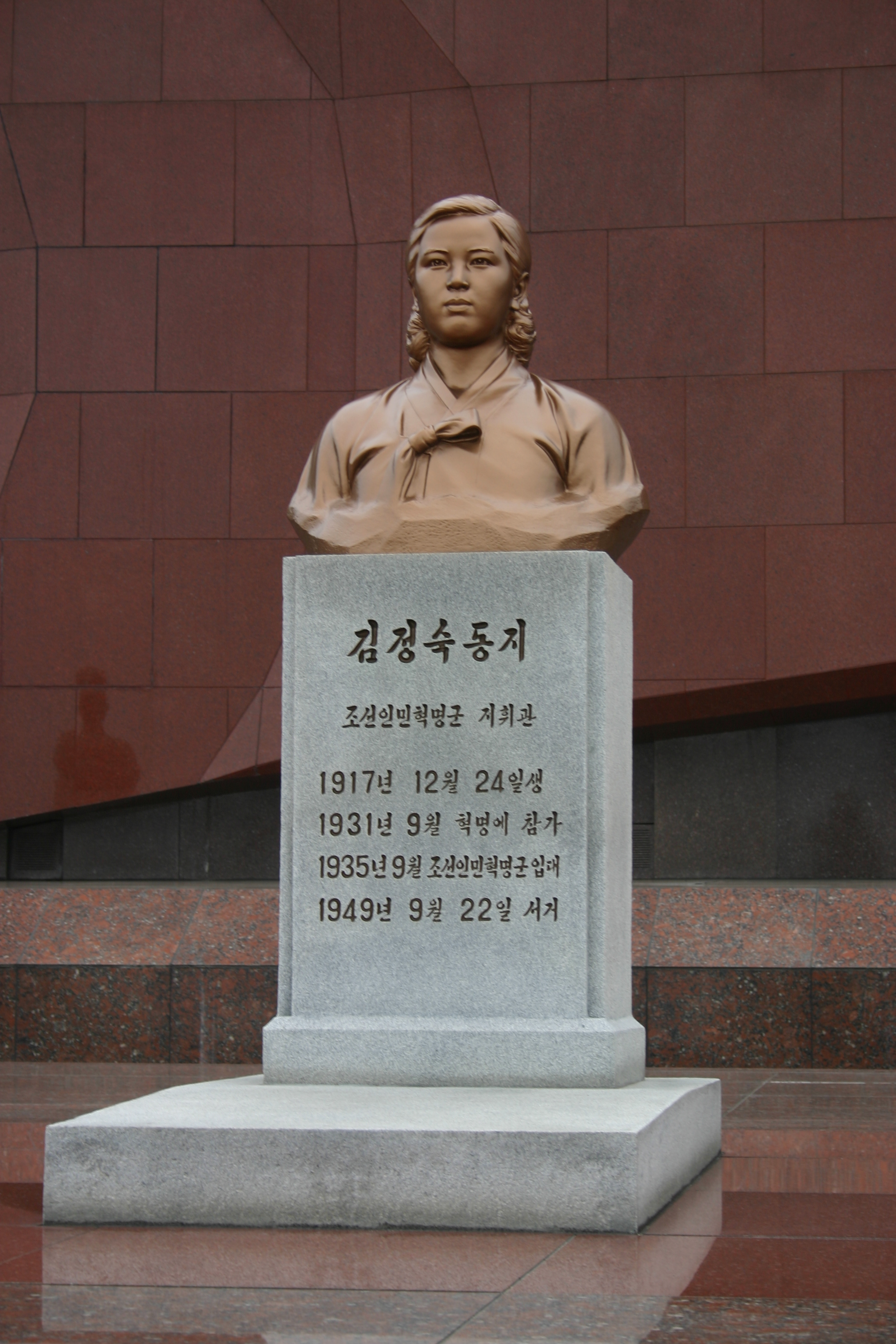
金正淑墓，下方的碑文以由左至右排列

朝鮮半島以和中國大陸處理中文類似的方法處理韓語。受推廣橫書影響，韓語縱書格式分为右起和左起两种。現今的主流為左起橫書，比較特殊的是外語電影的字幕，一般而言卻是置於畫面右側，並使用直書。
最後一個將排版改為橫排的主要韓國媒體為朝鮮日報，該報堅持使用豎排直到1999年3月1日。
另外，直書及橫書的標點符號在南韓標準語（표준어）有不同寫法。直書使用類似日語的標點符號，橫書則使用西式半形標點。

### 其它文字
除上述三类使用較多的文字外，还有蒙古文、满文、西夏文、回鹘文、彜文、東巴文、水書、玛雅文字、阿茲特克文字等文字在古时多用縱書，然而其中大多數已經成為死文字。
東南亞國家的一些古代文字也能夠縱書。例如：菲律賓的貝貝因字母和庫利坦字母。印度尼西亚的巴塔克字母、米南加保字母、楠榜字母、比馬字母、隆塔拉字母。
而對於西方文字，通常只在橫向空間非常有限的情況下會使用一字母一行的左起「直書」，也有時將文字旋轉90度排列，從上往下和從下往上讀的情況都有。

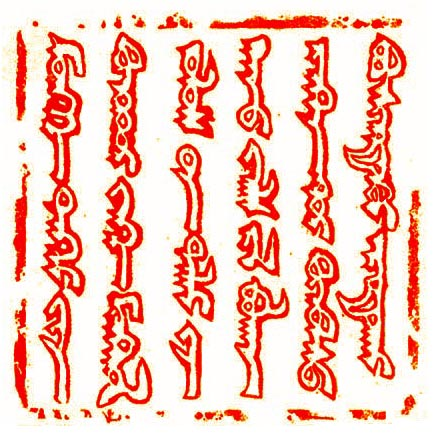
蒙古文
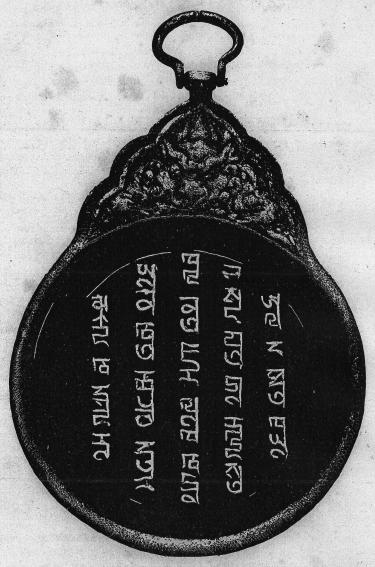
八思巴文
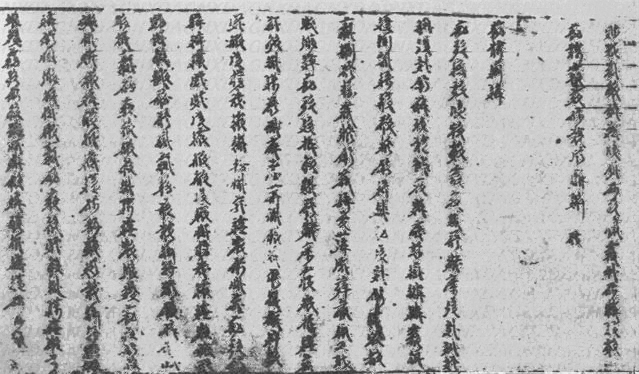
西夏文
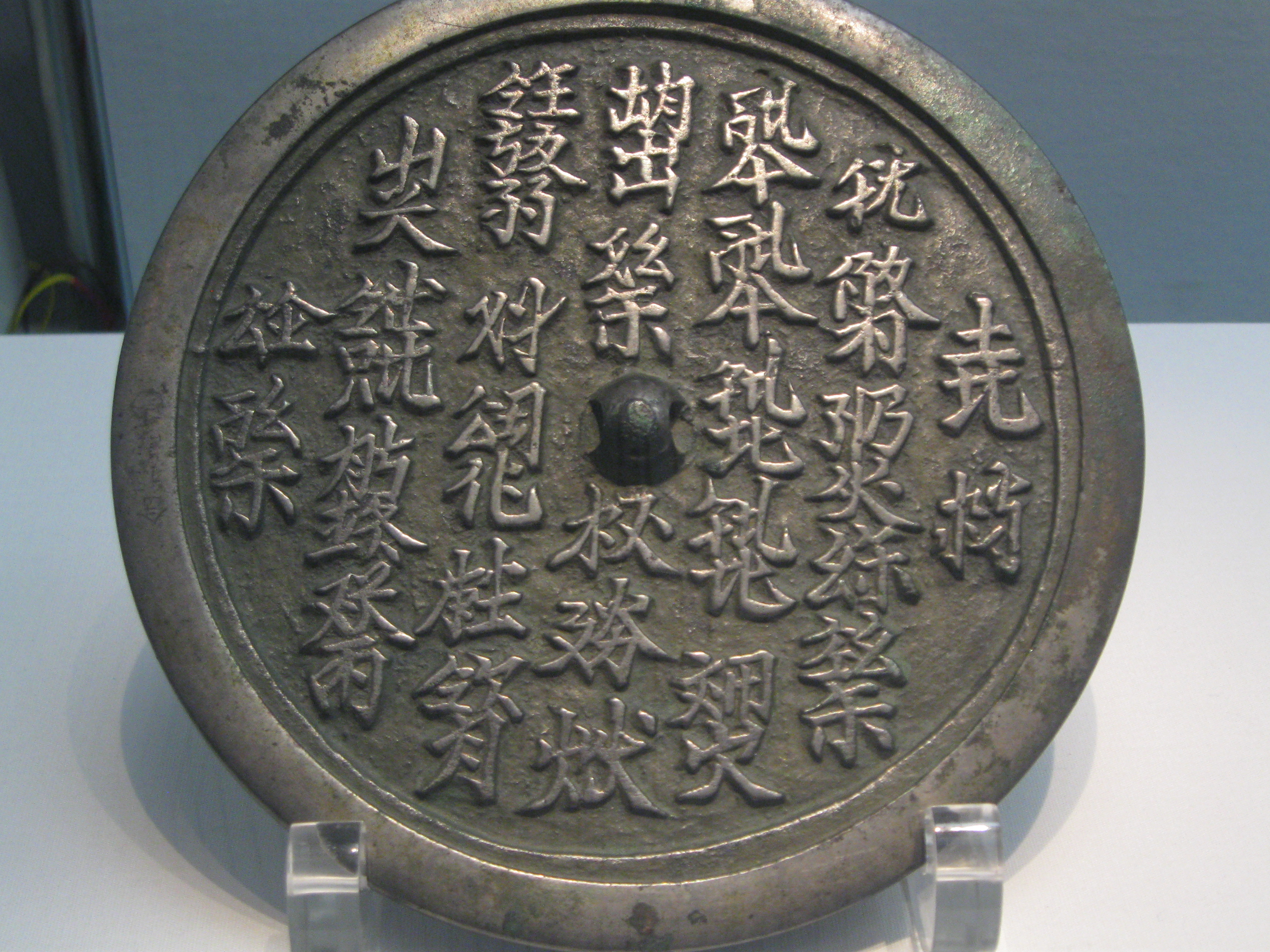
契丹小字七言絕句銅鏡（契丹文）
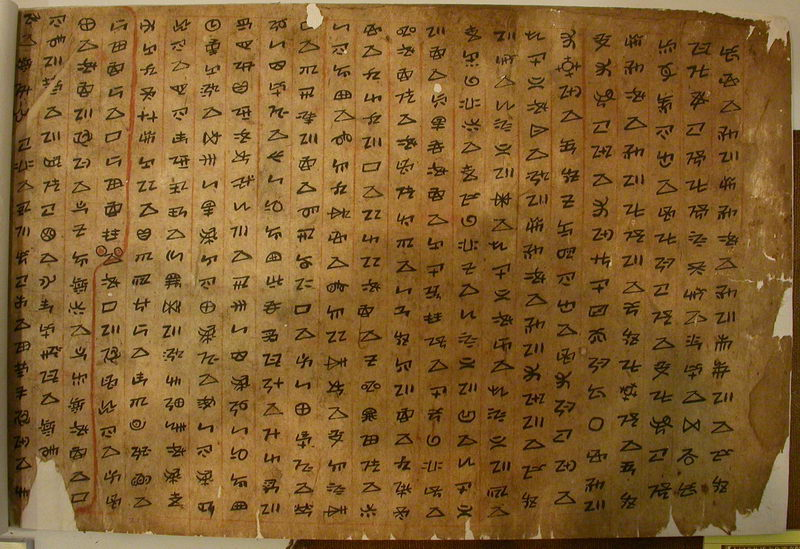
彝文
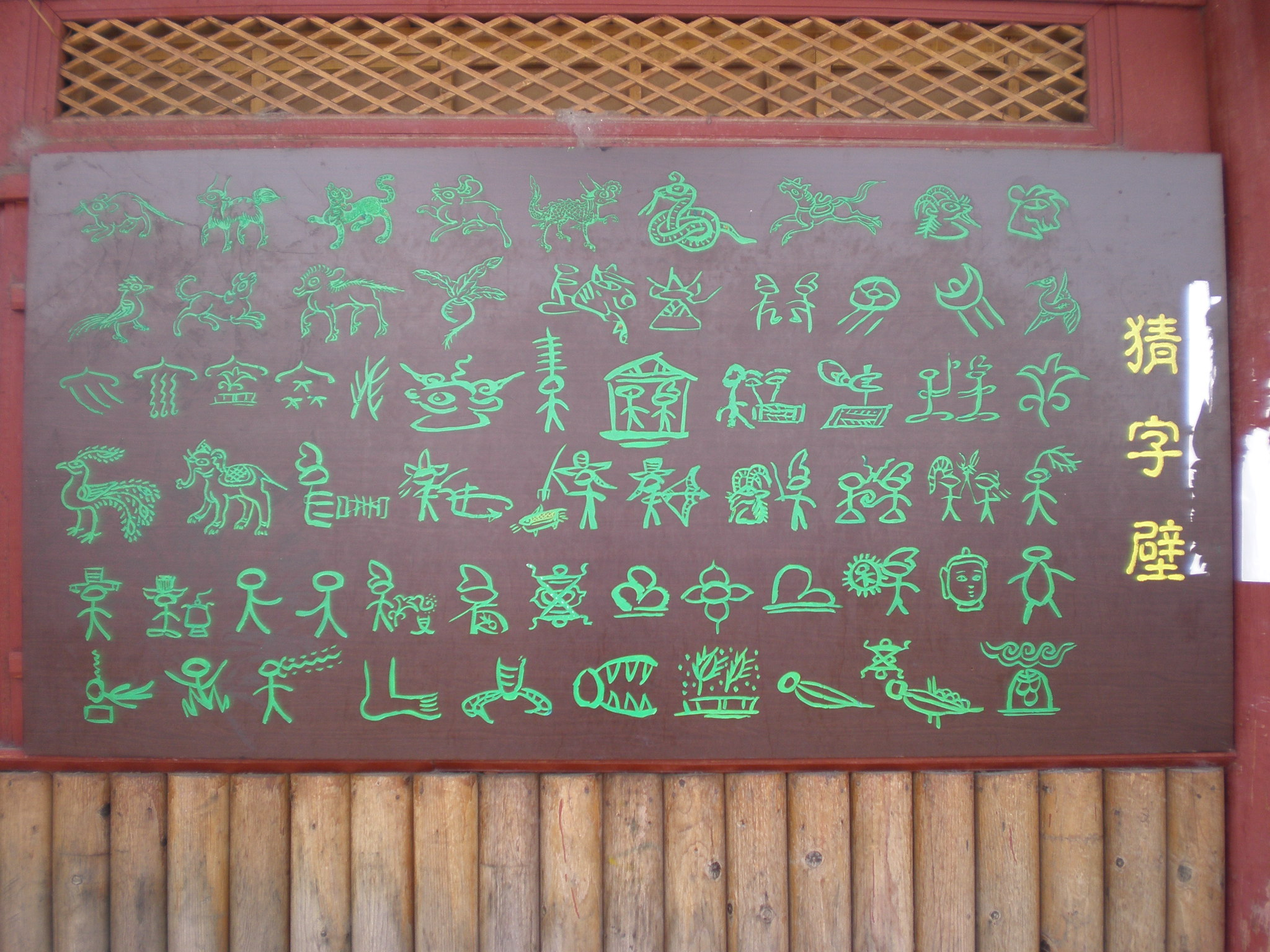
東巴文
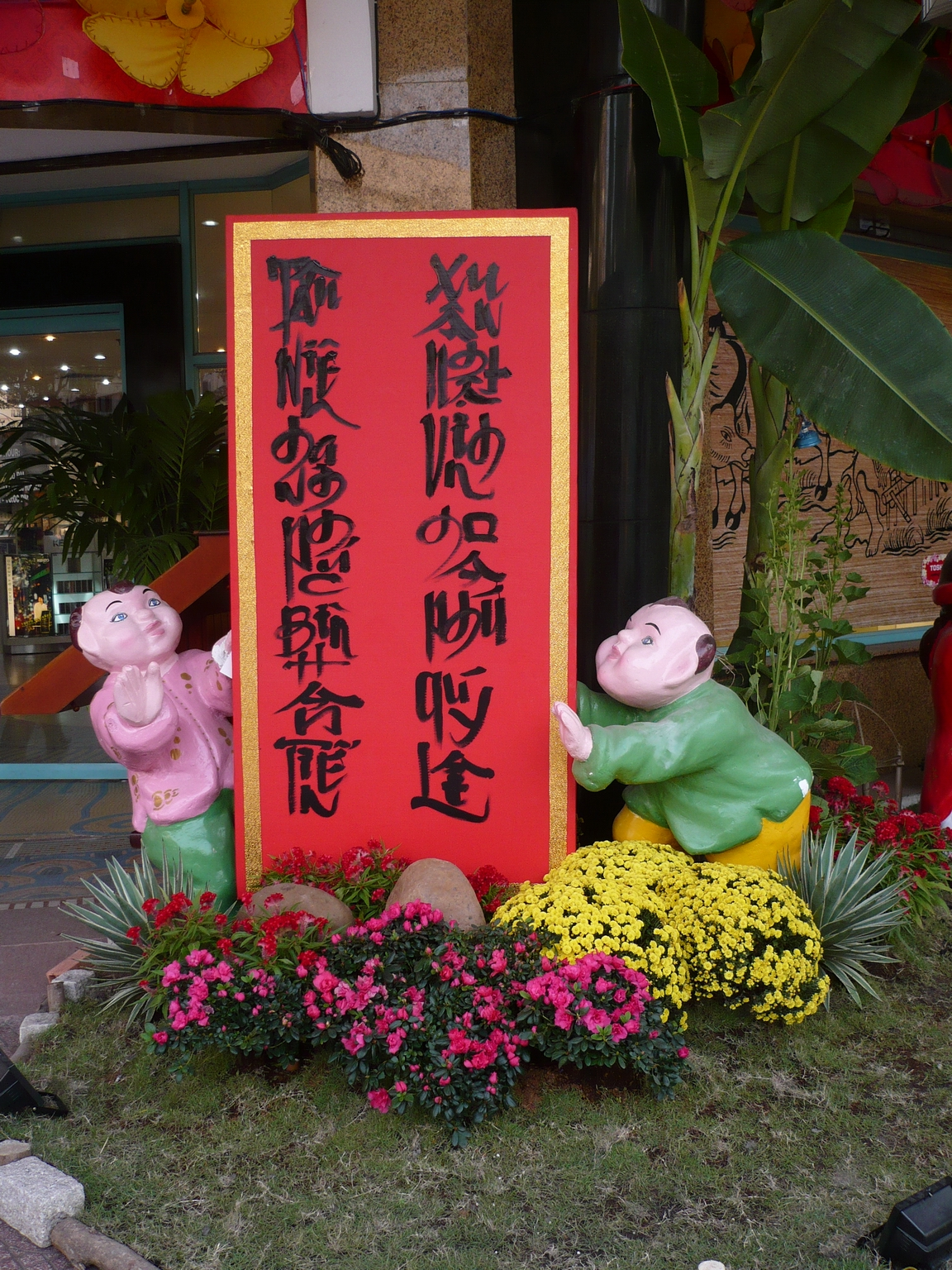
位於阮惠大路花卉展覽會中，采用左起直書的國語字書法（國語字） 圖中文字為： Tân niên hạnh phúc bình an tiến 新年幸福平安進 Xuân nhật vinh hoa phú quý lai 春日榮華富貴來
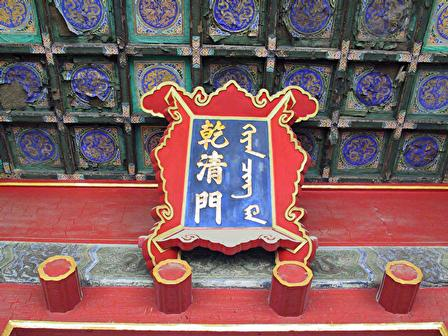
紫禁城匾額上的滿文和漢字
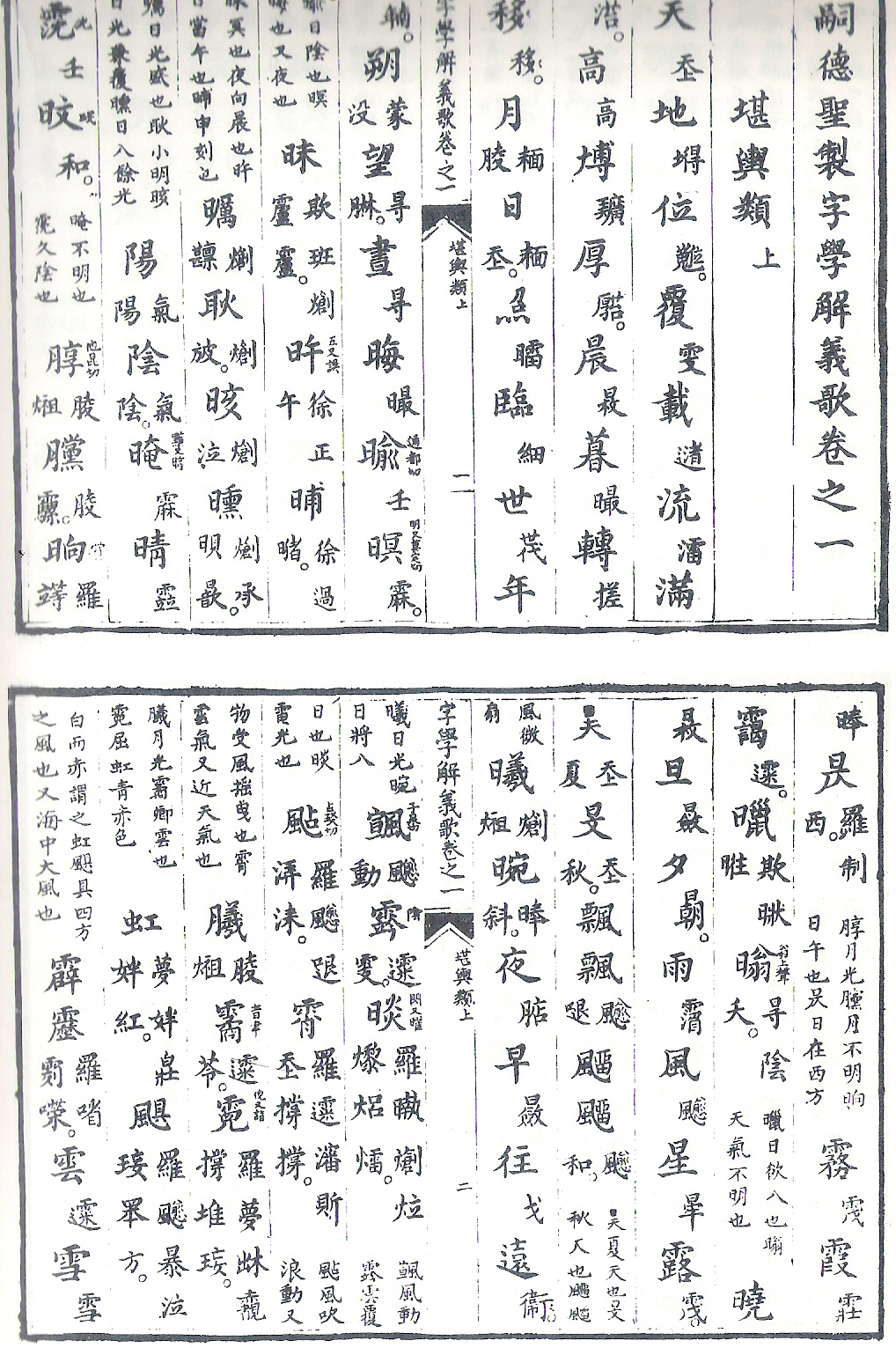
嗣德聖製字學解義歌（喃字）
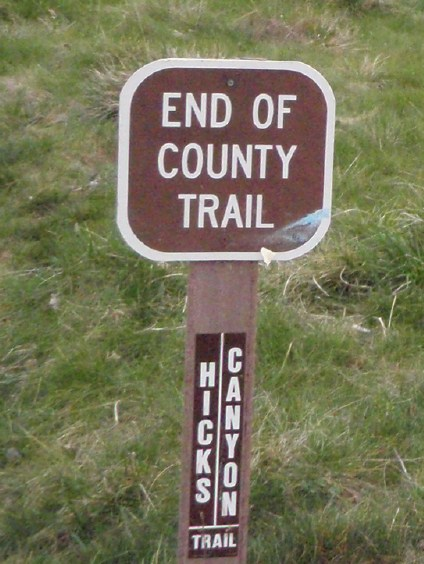
「直書」的英文標誌
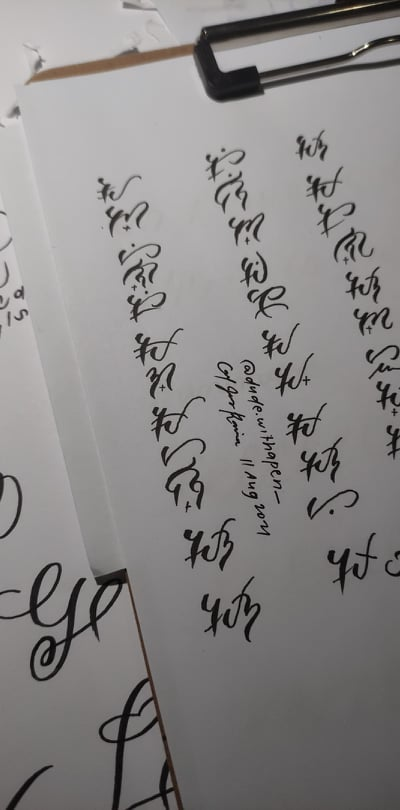
貝貝因字母
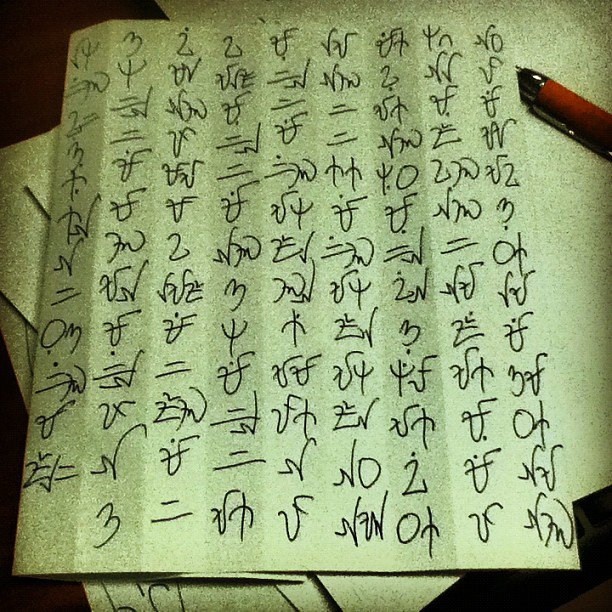
庫利坦字母
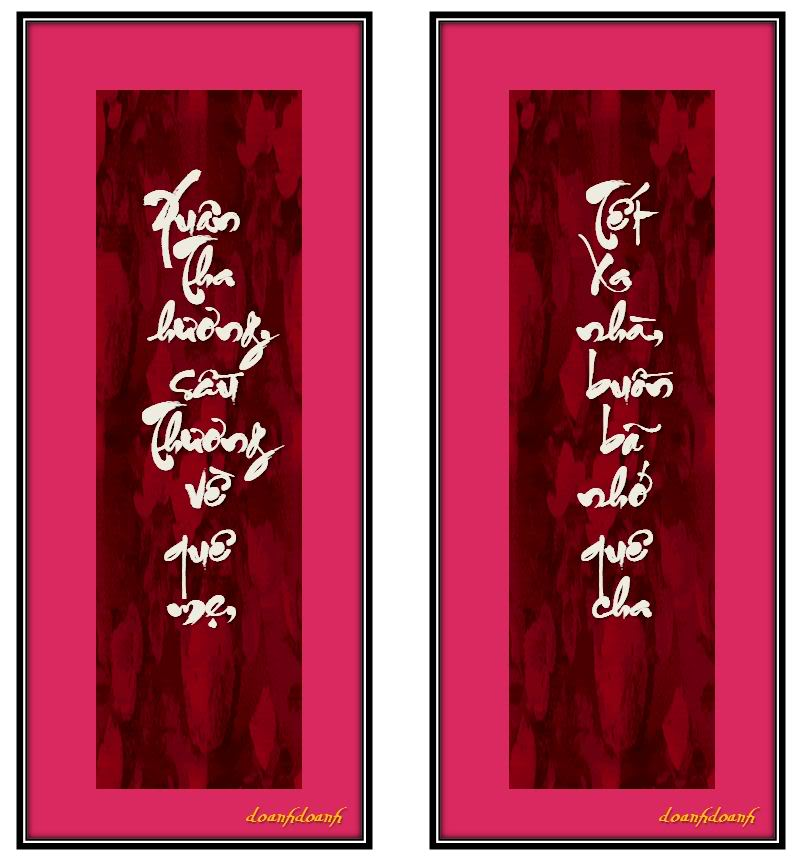
越南文的春聯
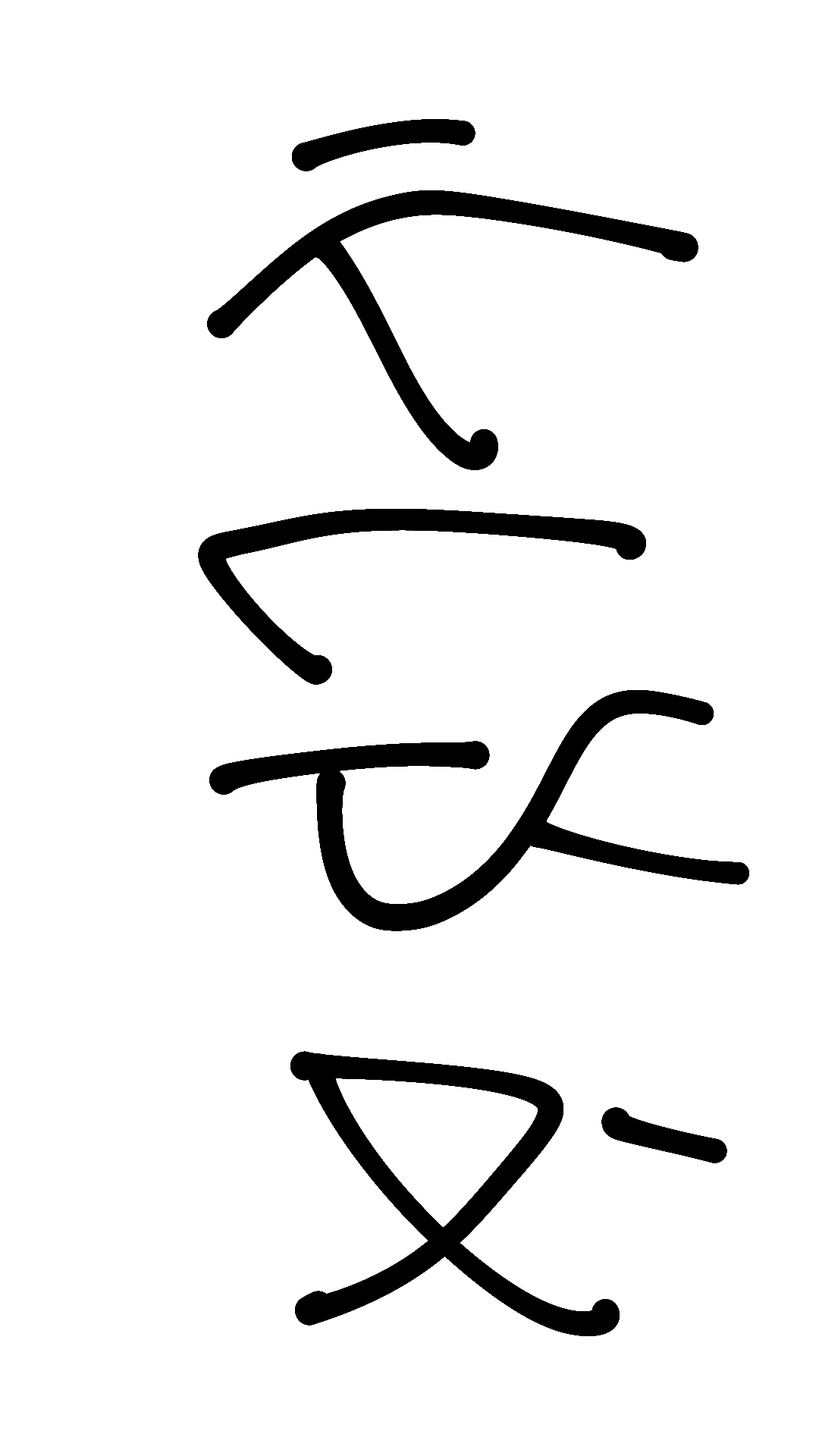
巴塔克字母 （印尼文：selamat, 意思是恭喜）
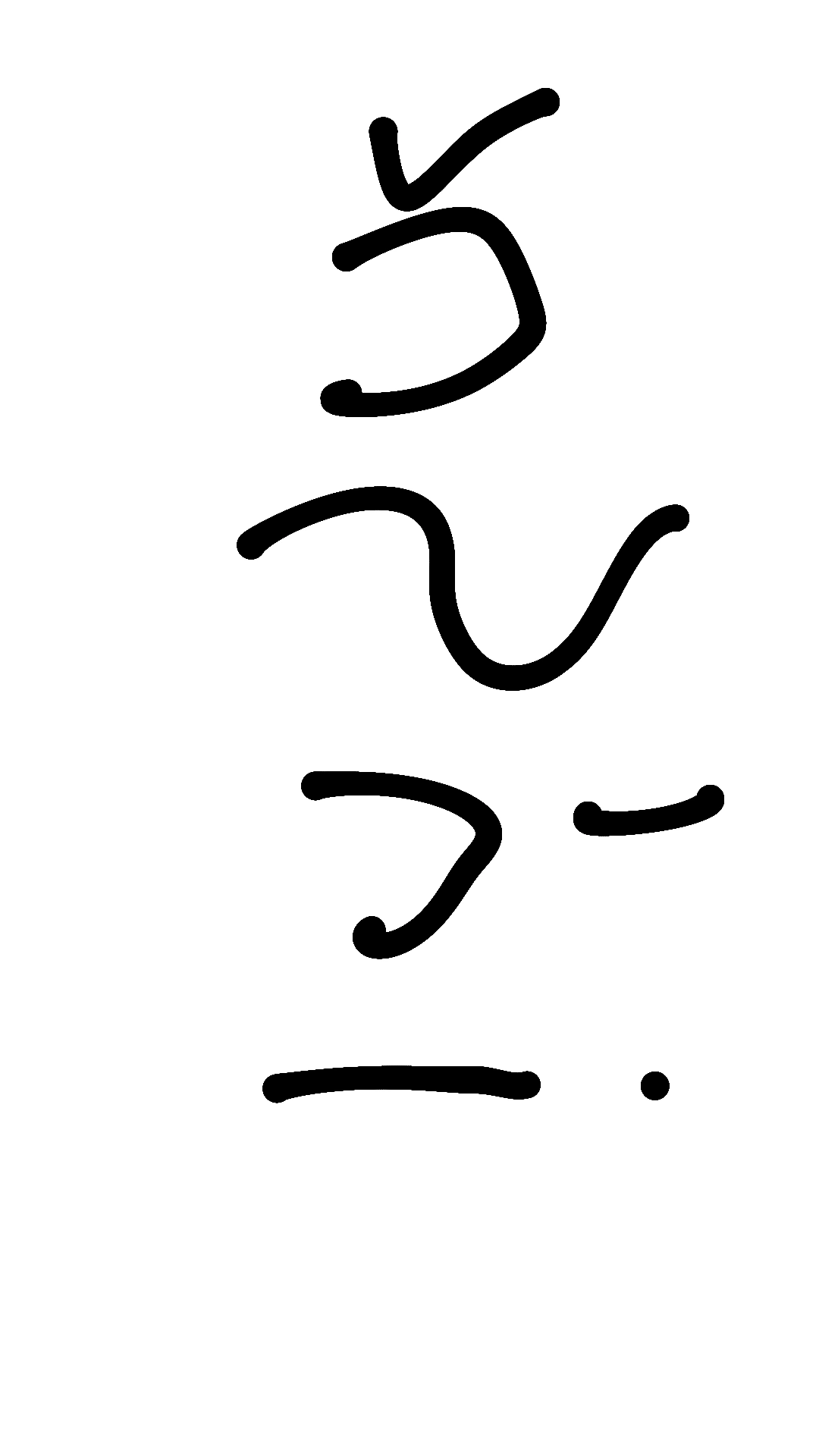
米南加保字母 （印尼文：selamat, 意思是恭喜）
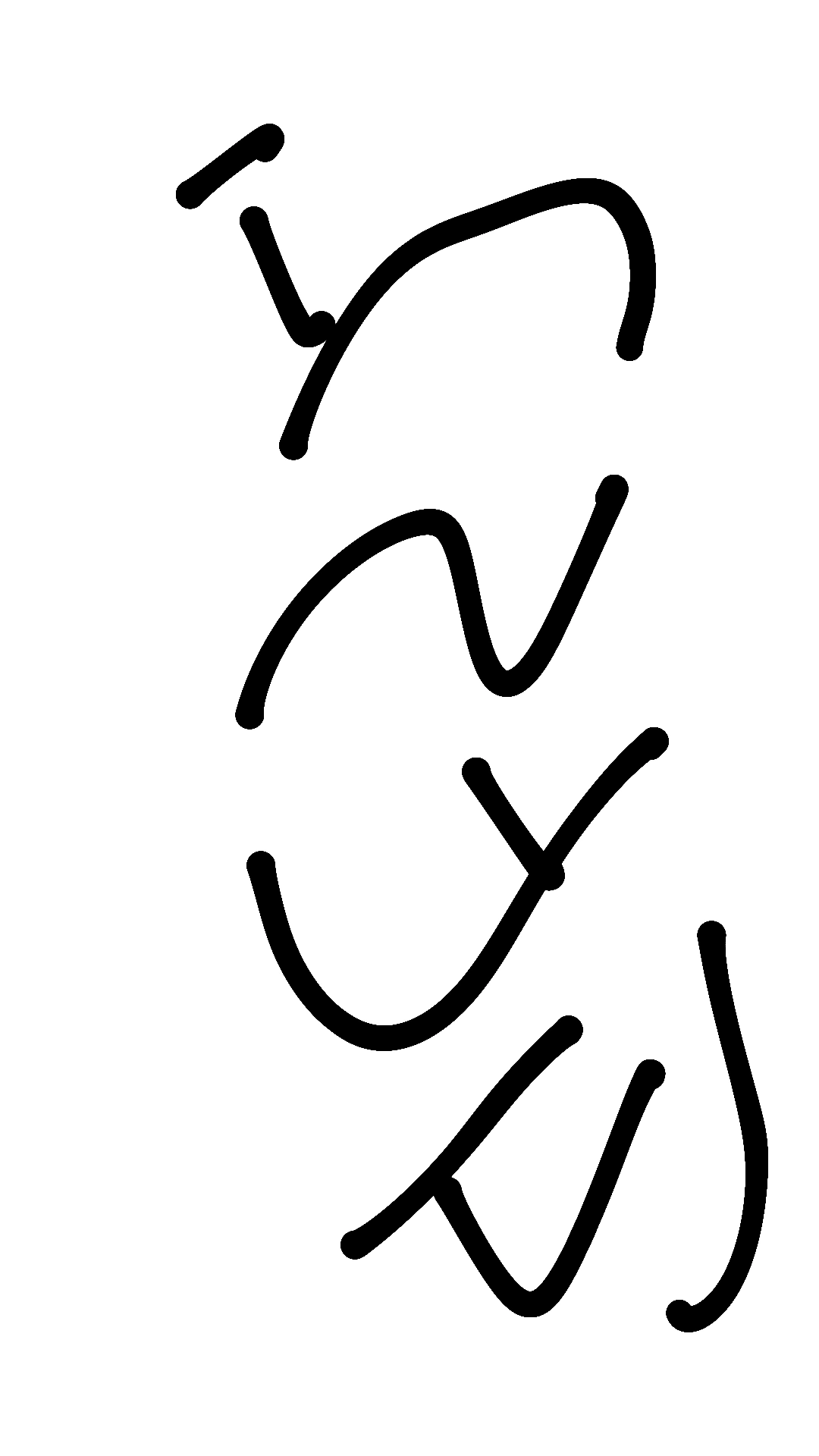
楠榜字母 （印尼文：selamat, 意思是恭喜）
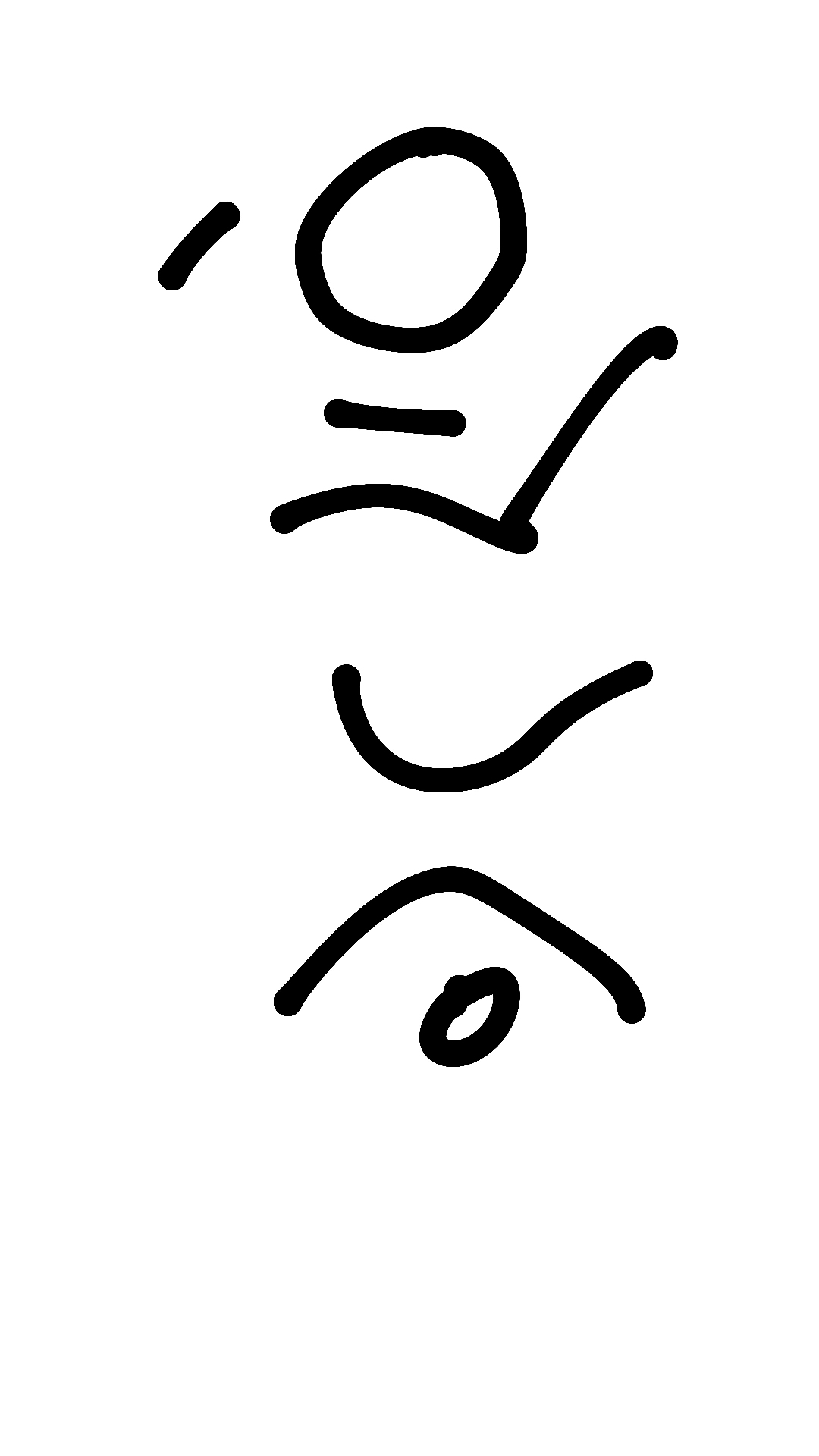
比馬字母 （印尼文：selamat, 意思是恭喜）
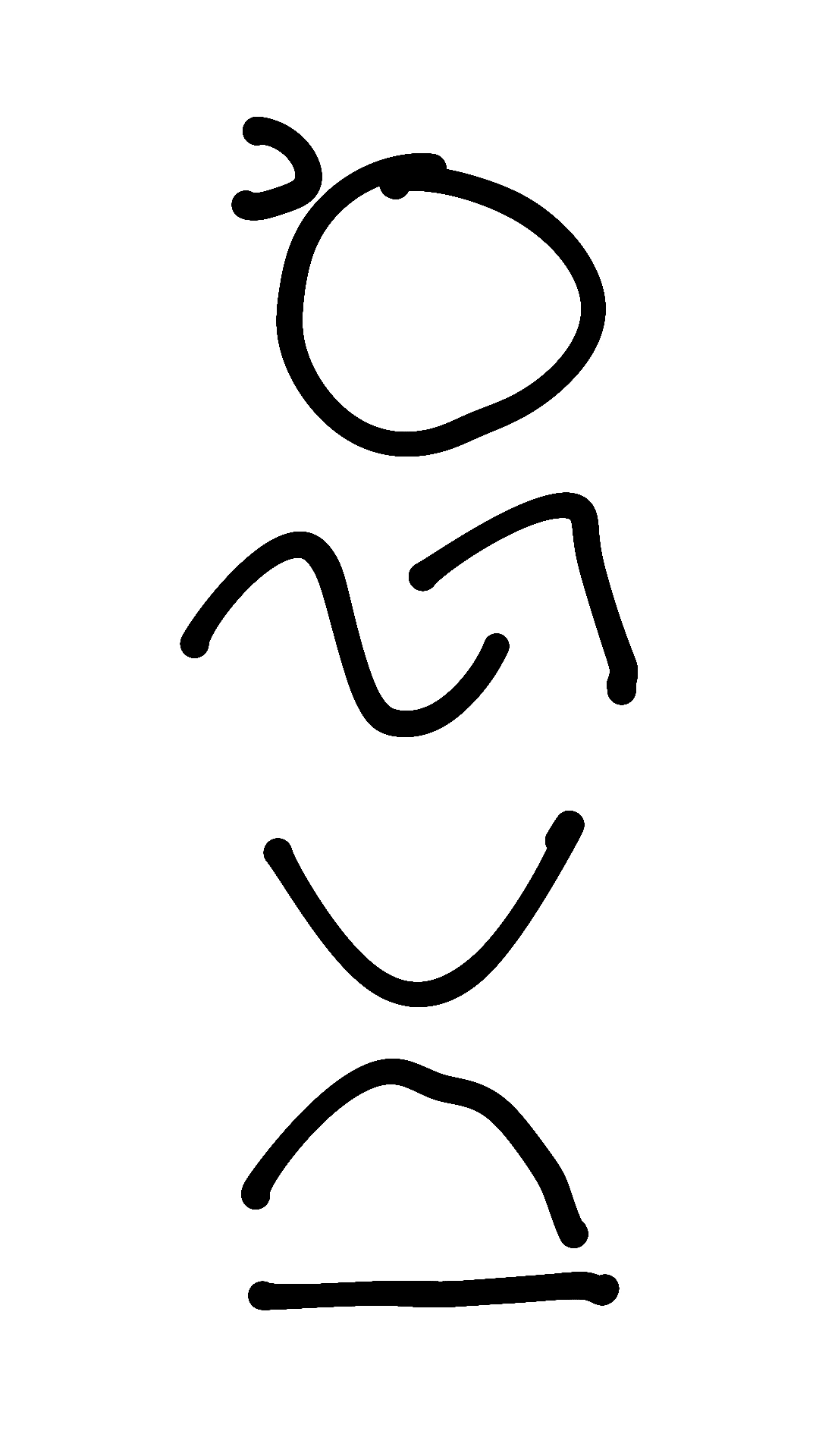
隆塔拉字母 （印尼文：selamat, 意思是恭喜）
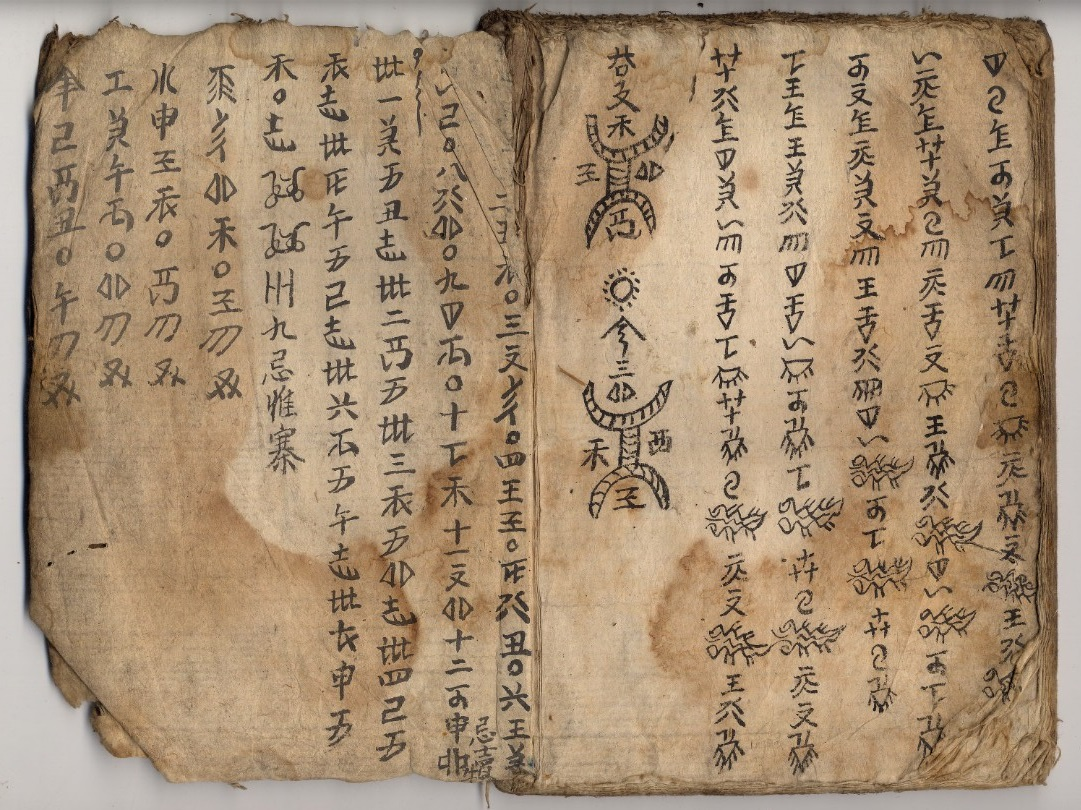
19世纪水书手稿，来自贵州荔波水书研究院
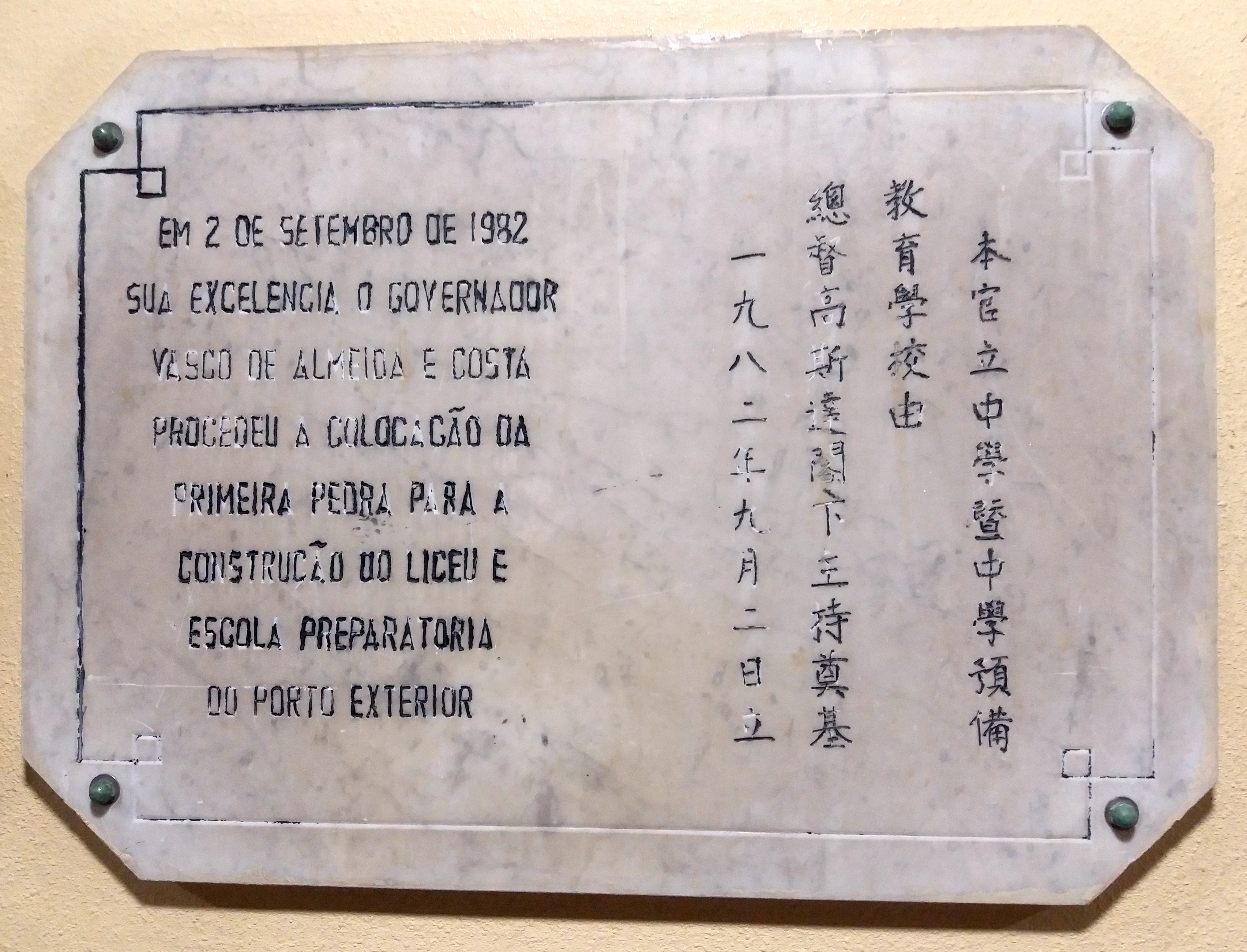
以中文和葡文同時記載
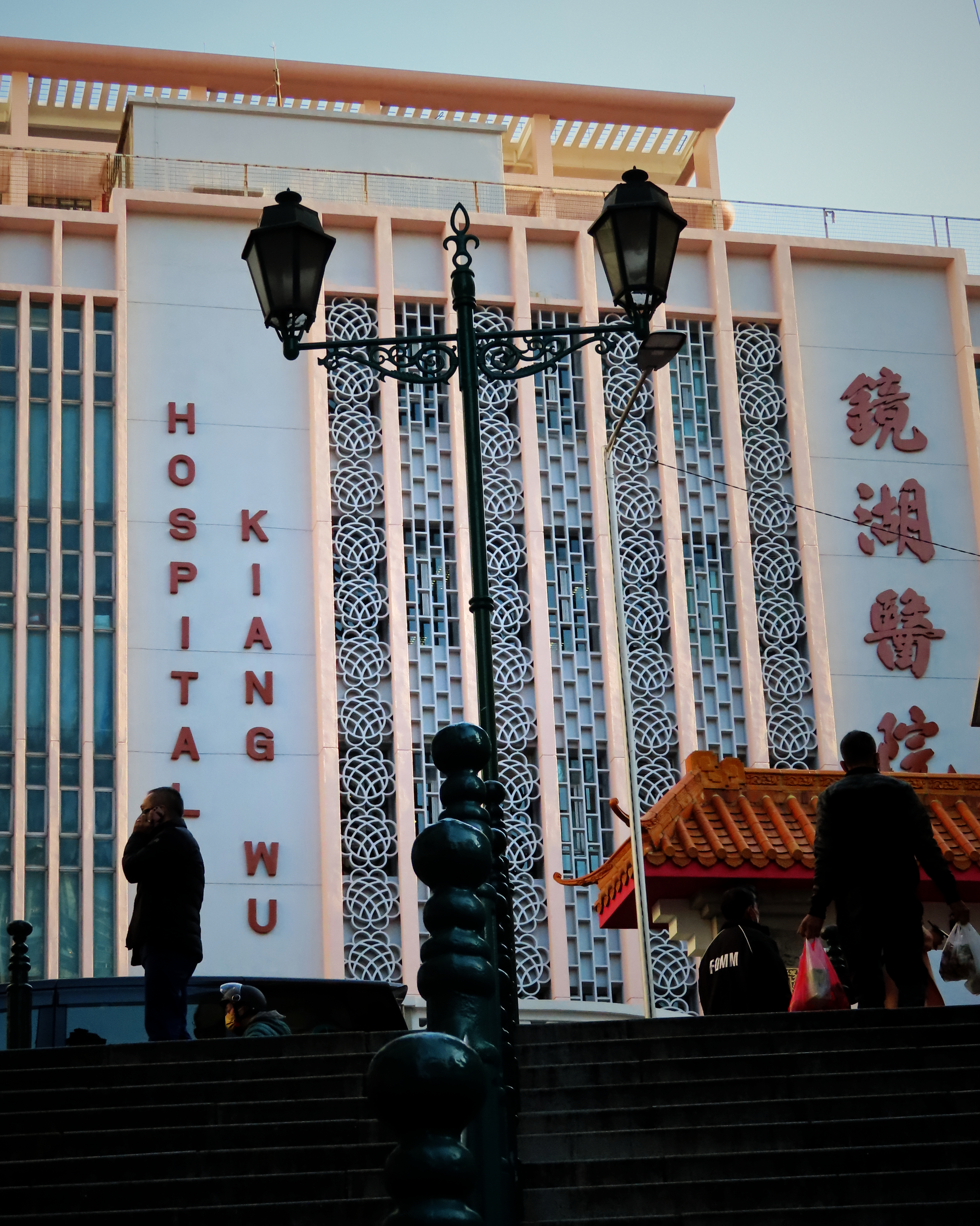
將字母直排

- 位於阮惠大路花卉展覽會中，采用左起直書的國語字書法（國語字）
圖中文字為：
Tân niên hạnh phúc bình an tiến
新年幸福平安進
Xuân nhật vinh hoa phú quý lai
春日榮華富貴來
- 紫禁城匾額上的滿文和漢字
- 嗣德聖製字學解義歌（喃字）
- 「直書」的英文標誌
- 貝貝因字母
- 庫利坦字母
- 越南文的春聯
- 巴塔克字母   （印尼文：selamat, 意思是恭喜）
- 米南加保字母 （印尼文：selamat, 意思是恭喜）
- 楠榜字母 （印尼文：selamat, 意思是恭喜）
- 比馬字母  （印尼文：selamat, 意思是恭喜）
- 隆塔拉字母  （印尼文：selamat, 意思是恭喜）
- 19世纪水书手稿，来自贵州荔波水书研究院
- 以中文和葡文同時記載
- 將字母直排

## 實例

### 漫畫

日本漫畫閱讀方向示例

由日本發揚光大的漫畫，多數採用縱排文字；書冊左開往右翻，每格的圖畫也會因應配合，由上方先看右、再看左，再往下看。這種排版方式也適合漢字圈的市場（包含中文、韓文），所以日本漫畫的中文版也同樣會採用縱排。不過，這些漫畫要打入文字不能縱排的市場，則可能需要稍作改動。一些翻譯成英文版的日本漫畫，可能會保留原有的排版方式，但會預先「教導」讀者如何翻頁閱讀；還有一些版本會印刷原圖的鏡像，讓全冊右開往左翻，適合英文行文方向。

### 其他

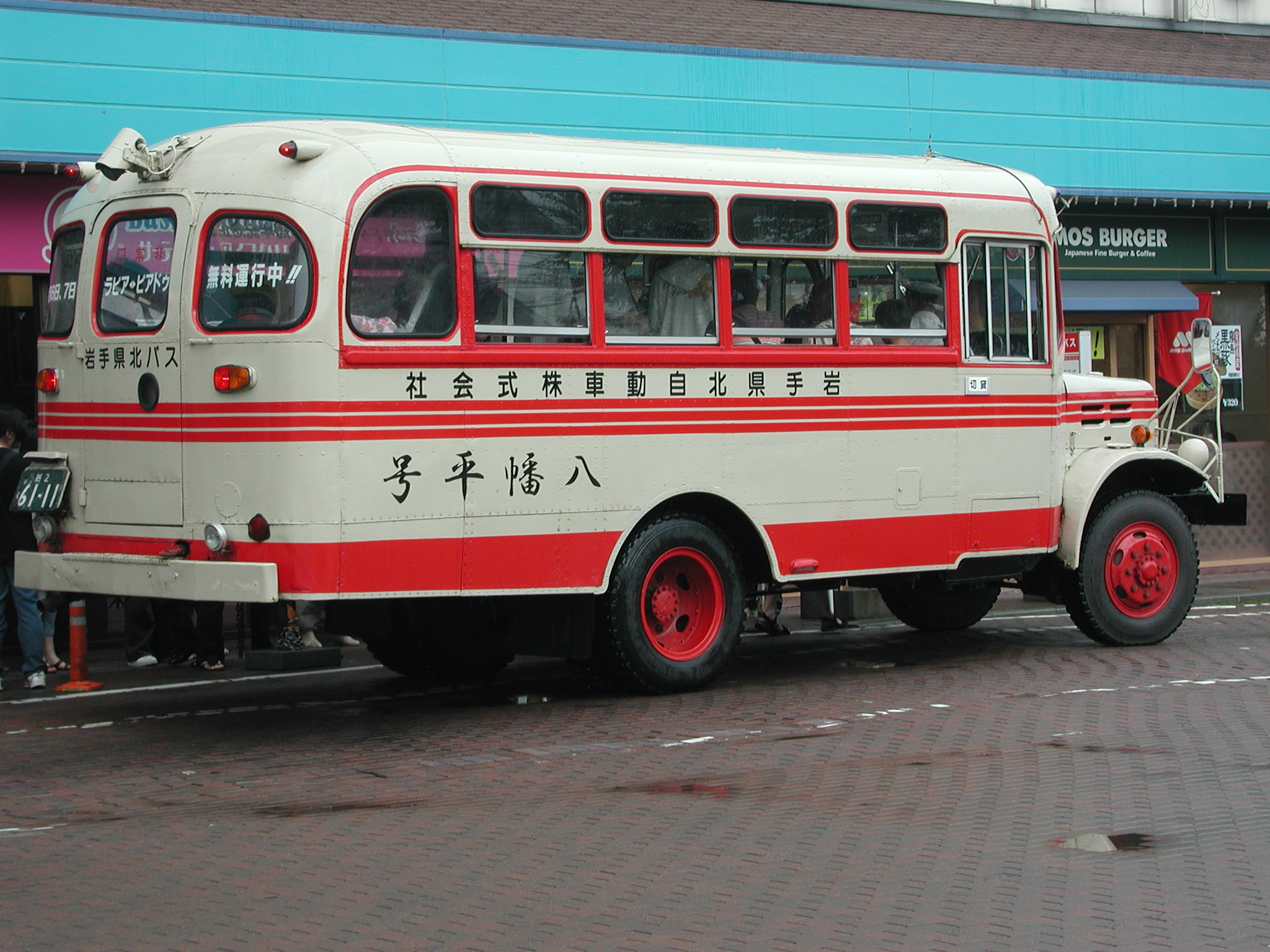
部分汽車的一側會採用右起橫書，以便在行進時讓行人閱讀

縱排的書刊一般會左開往右翻、橫排的書刊則右開往左翻，不過也有例外的情況，中国的报刊有时会使用竖排左起格式。
香港大部分報章均為左開往右翻；2003年改版後的《明報》雖然全部使用橫排，但繼續沿用適合縱排的左開往右翻設計。
由於中國大陸通常使用橫排，美國的繁體中文報章《世界日報》改成橫排後，被一些讀者視為立場偏向親北京的舉動。
除了常規的排版方式外，中文有時也「遷就」其他語言的排列方向，例如許多阿拉伯語（右起橫書）辭典的中文部分也是從右往左閱讀的。
一些汽車和飛機會使用右起橫書，便於在行進中讓行人閱讀。

### 電腦文書處理
電腦是由使用左起橫排的英語國家美國發明的，所用的阿拉伯數字系統也是橫排的，因此就初期性能較差的電腦來說，橫排具有壓倒性的優勢。當時用電腦排版的漢字圈語文，多數也採用橫排。
但由於臺灣公文書、文史教科書、文學向來都使用直排，台灣出產的電腦軟體在很早之前就開始支援縱排功能。除倚天中文系統本身以列印碼方式提供縱排功能（即畫面顯示是橫排，列印出來才是豎排）外，專業的排版軟體如新人類的莎士比亞從最早版本就一直支援在同一個版面上進行橫縱排並陳的排版。而中國金山公司的WPS也加入了縱排支援。日本則有一太郎排版系統支援縱排，且日本早年流行的文書處理器均有支援縱排的功能。
這使國外的排版軟體也必須支援縱排才能在東亞的市場上有競爭力。Microsoft Word等文書處理軟件就引入了縱排系统。後來的一些電子書籍和賀卡製作軟件等，也加入了兼容縱排的功能。
目前能夠進行縱排編輯與桌面出版的電腦文書軟件有Adobe Indesign、Microsoft Word、QuarkXPress與XeTeX等等，這些軟體對於中文縱排編輯的支援主要有：增加中英文混排，可以將中文字型與西方語言字型結合成自訂的字體集；避頭尾功能，能自動不讓特定的標點符號出現在行首或行末，減少中文排版上的不美觀。過去這些功能必須要進行外掛程式才能夠實現，目前新的桌面出版軟體則都支援了中文縱排功能。
但另一方面，在中華民國行政院規劃提出後，立法院於2004年三讀通過《公文程式條例》將政府公文一律改成橫排印刷，以方便电子政务運作、並方便混合西方語文及數字的排版。從2005年起，中華民國政府推動公文橫式書寫，公務機關與學校公文依法全面改為橫式書寫。而文史教科書多仍維持縱書。

### 互聯網
进入互联网时代，大部分网页在显示东亚语文的时候会采用横排方式。但由于有将支持縱排的文字处理软件（如Microsoft Word）所编辑之文档转换为网页的需求，Microsoft Internet Explorer引入了一些CSS扩展 （页面存档备份，存于）以呈现这样的文本。1990年代末W3C提出一項CSS草案 （页面存档备份，存于）讓世界各種文字皆能按其傳統字序行款在網頁上舒展自如。2011年的成果 （页面存档备份，存于）顯示出對先前用於縱排輸出及文本顯示的Writing Mode屬性的一些修訂。以前的writing-mode:tb-rl格式修改為writing-mode: vertical-rl，原來的格式成為SVG 1.1標準的一部分。目前，微软的Internet Explorer（9.0+）、Google Chrome（8.0+）、Opera（15.0+）、Safari（5.1+）、Mozilla Firefox（41.0+）能直接支持writing-mode產生的縱排方式。

#### 範例
目前，透過CSS有多種方式可以實現文字直排，但許多瀏覽器支援程度各異。下圖是微軟IE9顯示的HTML直行文本網頁一例：
以下是各種實現文字直排方法的範例，若您的設備支援，文字將垂直排列。直排時，text-align属性与vertical-align属性的效果变为上下对齐，即“text-align:right;”的意义变为底部对齐。
| 属性         | writing-mode | writing-mode | writing-mode | layout-flow |
| ------------ | --- | --- | --- | --- |
| 代碼         | writing-mode: tb-rl; | writing-mode: vertical-rl; | -webkit-writing-mode: vertical-rl; | layout-flow: vertical-ideographic; |
| 繁體中文效果 | | | | |
| 简体中文效果 | | | | |
| 日文效果     | | | | |
| 韩文效果     | 「吾等은 玆에 我 朝鮮의 獨立國임과 朝鮮人의 自主民임을 宣言하노라. 此로써 世界萬邦에 告하야 人類平等의 大義를 克明하며, 此로써 子孫萬代에 誥하야 民族自存의 政權을 永有케 하노라.」 ――《己未獨立宣言》 | 「吾等은 玆에 我 朝鮮의 獨立國임과 朝鮮人의 自主民임을 宣言하노라. 此로써 世界萬邦에 告하야 人類平等의 大義를 克明하며, 此로써 子孫萬代에 誥하야 民族自存의 政權을 永有케 하노라.」 ――《己未獨立宣言》 | 「吾等은 玆에 我 朝鮮의 獨立國임과 朝鮮人의 自主民임을 宣言하노라. 此로써 世界萬邦에 告하야 人類平等의 大義를 克明하며, 此로써 子孫萬代에 誥하야 民族自存의 政權을 永有케 하노라.」 ――《己未獨立宣言》 | 「吾等은 玆에 我 朝鮮의 獨立國임과 朝鮮人의 自主民임을 宣言하노라. 此로써 世界萬邦에 告하야 人類平等의 大義를 克明하며, 此로써 子孫萬代에 誥하야 民族自存의 政權을 永有케 하노라.」 ――《己未獨立宣言》 |
| 說明         | 部分瀏覽器會顯示為文字旋轉了90度的「直排」。 | 部分瀏覽器會顯示為文字旋轉了90度的「直排」。 | 部分瀏覽器會顯示為文字旋轉了90度的「直排」。 | 幾乎只有IE能顯示為直排。 |

註：
- 由於技術原因，「中文效果」一欄的高度被固定為20em，「日文效果」一欄的高度被固定為25em。
- 由於微軟正黑體設計的缺陷，其標點直排時的顯示效果並不符合繁體中文的規範。
- 在簡體中文環境下，一些文書處理軟件在橫排改縱排時會自動將引號改為，但這需要相關字型的支援。

## 视认绩效差异
早在1917年，钱玄同便指出纵书的种种弊端并宣传中文横书。
中外现代研究表明，由于双眼为水平排列且视线惯于左右移动，横排文字相较于竖排视认绩效更高，更便于阅读、理解。然而在信息量少的场景（如路牌上的文字）下则相反，竖排文字视认绩效更高。

## 相關事例

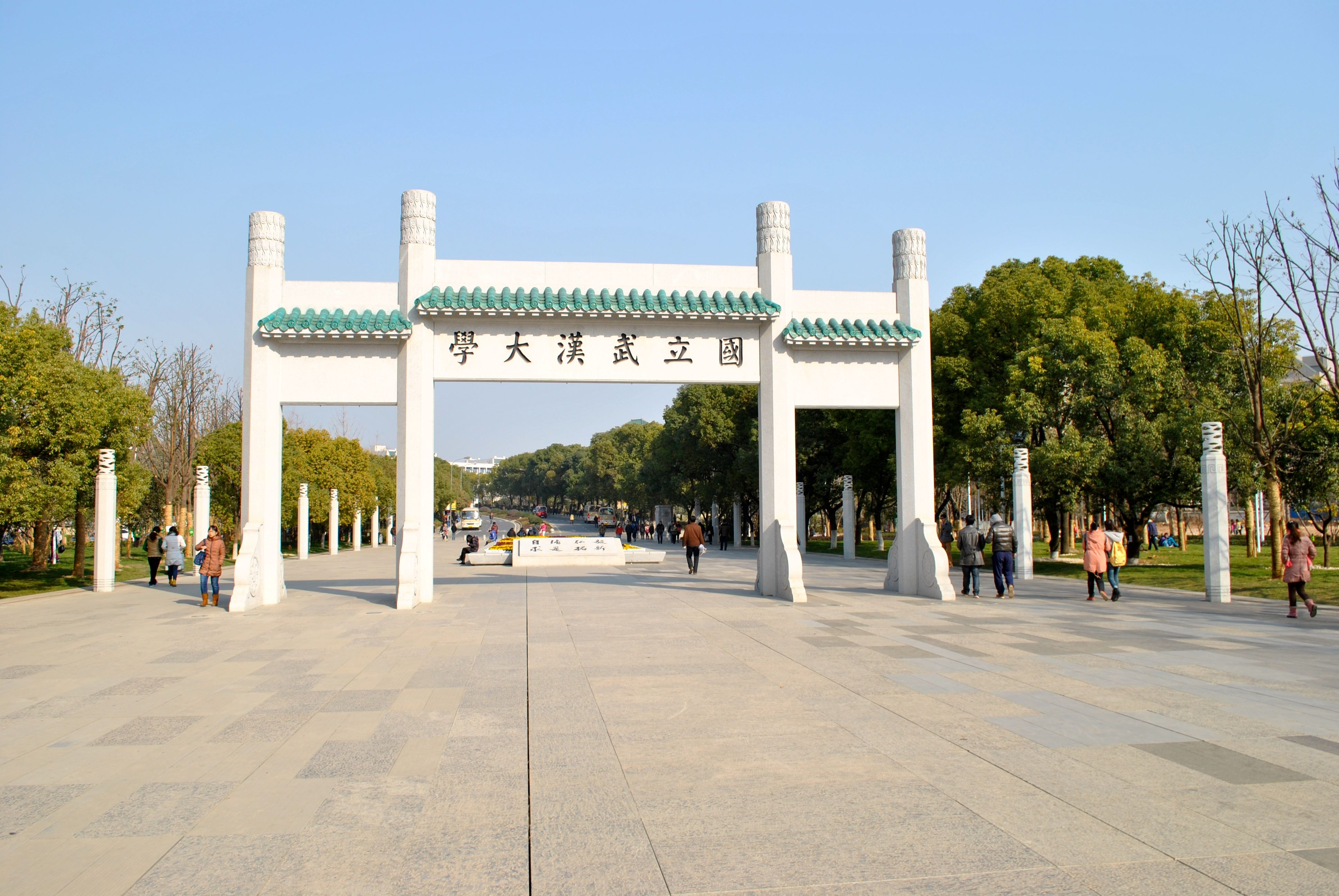
武汉大学正门题字

“国泰民安”的横幅

- 在南北朝时，人们已经意识到，世界文字的书写方向，有纵书与横书，左起橫書和右起横书之分。在南朝梁代，僧祐撰的《出三藏記集》和唐代西明寺道世法师（？－683年）在其名作《法苑珠林》中就有这样的记载：“昔造书之主，凡有三人。长名曰梵，其书右行；次曰佉卢，其书左行；少者苍颉，其书下行。”[27]
- 台灣高雄市的中國鋼鐵公司過去在廠外招牌和制服上製作右起的「中國鋼鐵」四字，因此該公司常有人戲稱「鐵鋼國中」（「國中」是台灣對初中的稱呼）。[28]
- 武汉大学正门牌坊上题字「國立武漢大學」是右起的，常被学生戏读为「学大汉，武立国」。
- 中華民國九十九年（2010年）蔣經國10圓紀念幣[註 1]之中文排版，采用左起橫書，與現行之普通拾圓硬幣採一字一行的縱排相反；其中所鑄文字「國泰民安」中的「國泰」，有時會被誤認成「泰國」，引為趣談。
- 廣州海珠橋於2013年修繕完畢準備通車時，網友發現胡漢民的右起題字「海珠橋」被調轉順序，變為左起。廣州市建委對此解釋是「为了配合现代阅读习惯」，而專家則認為，既然用了繁體字，就應該尊重當時文字特點，用回从右到左的排列方式。同時，海珠橋的紀念雕塑碑文（使用簡體字）被發現豎排使用橫排標點，其中更有幾個錯別字，市建委负责人解释是因为「制作单位简单地将横排版印刷的文字调整为竖排版，导致标点的使用和位置都没有改过来」[31]。經反映後，相關工作人員修改了問題碑文。
- 「十月」、「十日」直寫時可以組成「萌」字[32][33][34][35][36]，所以有人將10月10日視為萌日或萌之日。
- 香港庇理羅士女子中學校訓為「登高見博」，曾被網民誤讀為「博見高登」（按：高登是香港著名網上討論區）。[37]
- 貴州納雍縣高速公路上曾有一塊宣傳習近平的大型廣告版，上有左書之標語「功成不必在我」，被其反對者以傳統漢字右書方式諷刺式戲讀為「我在必不成功」。[38]
- 文言文維基百科「維基大典」標題書寫方向亦由右至左。
- 台中和澳門等地有小吃店名为「友朋小吃」或「友朋小食」，若逆读则为「吃小朋友」或「食小朋友」。[39]

## 外部連結
- 曾錫堯：《橫寫直寫 向右向左 左翻右翻 沒完沒了》，2006年2月14日。個人網誌文章。
- Decill Chang  《關於直式中英文排版的幾種可能性》 （页面存档备份，存于），2014年12月11日，網誌文章。
- 中华民国教育部：重訂標點符號手冊 （页面存档备份，存于）
- Robust Vertical Text Layout [强化竖排文本布局] （页面存档备份，存于） (Unicode Technical Note #22)
- Unicode Vertical Text Layout [Unicode竖排文本布局] （页面存档备份，存于） (Unicode Technical Annex #50)
- Styling vertical Chinese, Japanese, Korean and Mongolian text （页面存档备份，存于） W3C Internationalization Article 13 March 2017
- W3C的草案："CSS Writing Modes Level 3" （页面存档备份，存于）, 21 November 2013
- Grinols, Mark. "Using vertical layout in Internet Explorer 5.5" (Microsoft Corporation, October 2000) （页面存档备份，存于）
- HTML直行網頁一例‧Internet Explorer 支援 （页面存档备份，存于）
- Obana, Yasuko. “Vertical or Horizontal? Reading Directions in Japanese,” Bulletin of the School of Oriental and African Studies, University of London 60, no. 1 (1997): 86-94 (available in the JSTOR online journal archive)
- Mozilla Developer Network：writing-mode - CSS （页面存档备份，存于）
- Internet Explorer开发中心：-ms-writing-mode property (Internet Explorer) （页面存档备份，存于）